# San Marino
San Marino (amtlich Republik San Marino, italienisch Repubblica di San Marino, Beiname La Serenissima ‚die Allerdurchlauchteste‘) gilt als die älteste bestehende Republik der Welt mit einer Geschichte, die der Überlieferung nach bis auf das Jahr 301 mit der Gründung durch den heiligen Marinus zurückgeht. Sie ist als Enklave vollständig von Italien umgeben. San Marino ist einer der sechs europäischen Zwergstaaten und sowohl mit einer Bevölkerung von rund 30.000 Einwohnern als auch mit einer Fläche von rund 60 km² der jeweils fünftkleinste international anerkannte Staat der Welt.
Hauptstadt ist die gleichnamige Stadt San Marino, die Amtssprache ist Italienisch. Der Staat ist Mitglied der Vereinten Nationen (UNO), des Europarats und der Lateinischen Union, nicht jedoch der Europäischen Union. Dennoch nutzt San Marino den Euro als Währung. San Marino gehört, gemessen am nominalen BIP pro Kopf, zu den reichsten Ländern der Welt, hat keine Staatsschulden und eine der niedrigsten Arbeitslosenquoten der Welt.

## Geographie

### Territorium
Das Land wird oft fälschlicherweise als Stadtstaat angesehen, entspricht jedoch nicht den Merkmalen eines solchen Staates. San Marino liegt bei 43°56′ Nord und 12°27′ Ost. Das Staatsgebiet hat annähernd die Form eines unregelmäßigen Fünfecks; es ist 61,19 Quadratkilometer groß. San Marino ist vollständig vom Staatsgebiet Italiens eingeschlossen. Die Grenze zu Italien ist 39 Kilometer lang. Das Land grenzt fast überall an die italienische Provinz Rimini in der Region Emilia-Romagna, nur im Süden besteht auf ca. drei Kilometern eine gemeinsame Grenze mit der Provinz Pesaro und Urbino in der Region Marken.

### Geologie und Geomorphologie
Die Republik San Marino befindet sich im Nordosten der Apenninhalbinsel auf der Ostabdachung der etruskischen Apenninen. Das zentrale Gebiet des Landes wird ungefähr in Nord-Süd-Richtung fast komplett vom steil nach Osten abfallenden, etwa sieben Kilometer langen Kalksteinrücken des Monte Titano durchzogen, der mit einer Höhe von 739 Metern die höchste Erhebung der Republik ist. Der tiefste Punkt ist der Torrente Ausa mit 55 Metern. Das Gebiet ist überwiegend hügelig.
Zwei größere Flüsse entspringen im Staatsgebiet: die Ausa und der Fiumicello. Des Weiteren durchfließen die Flüsse San Marino und Marano das Land.

### Klima
In San Marino herrscht feucht-subtropisches Klima (effektive Klimaklassifikation: Cfa), das hier durch die Höhenlage etwas kühler ausgeprägt ist als an der nahegelegenen Küste. Im Sommer liegen die Temperaturen zwischen 20 °C und 32 °C, im Winter zwischen −2 °C und 10 °C. In warmen Sommern steigen die Temperaturen auch auf 35 °C. Im Winter sinkt die Temperatur gelegentlich unter −5 °C. Dann kann es auf dem Monte Titano schneien. Der Regen fällt gleichmäßig über das Jahr verteilt, insgesamt etwa 550 Millimeter pro Jahr.

### Flora
Die steilen Abhänge des Monte Titano sowie die hügelige Landschaft um das Bergmassiv sind relativ dicht bewaldet und tragen die typische Mittelmeervegetation. Sie umfasst sommergrünen Laubwald mit Ahorn und Ulmen sowie immergrüne Gehölze mit Steineichen und Kiefern; im immergrünen Buschwald, der Macchie, wachsen Lorbeer-, Myrten- und Lavendelsträucher sowie Erdbeer- und Olivenbäume.

### Fauna
Zur Tierwelt des Landes gehören in erster Linie Arten, die als Kulturfolger des Menschen gelten und als solche auch in der näheren Umgebung von menschlichen Siedlungen anzutreffen sind. Dazu zählen Füchse, Hasen, Igel und Marder. Andere Arten wie etwa Reh und Wiesel bevorzugen als Lebensraum die deckungsreicheren Waldgebiete. Ferner ist der italienische Wolf in San Marino anzutreffen. Die Vogelfauna ist artenreich ausgeprägt. Falken brüten in Felsnischen oder auf hohen Bäumen, an Singvögeln sind unter anderem Nachtigall, Pirol, Stieglitz, Girlitz und Hänfling vertreten.

## Bevölkerung

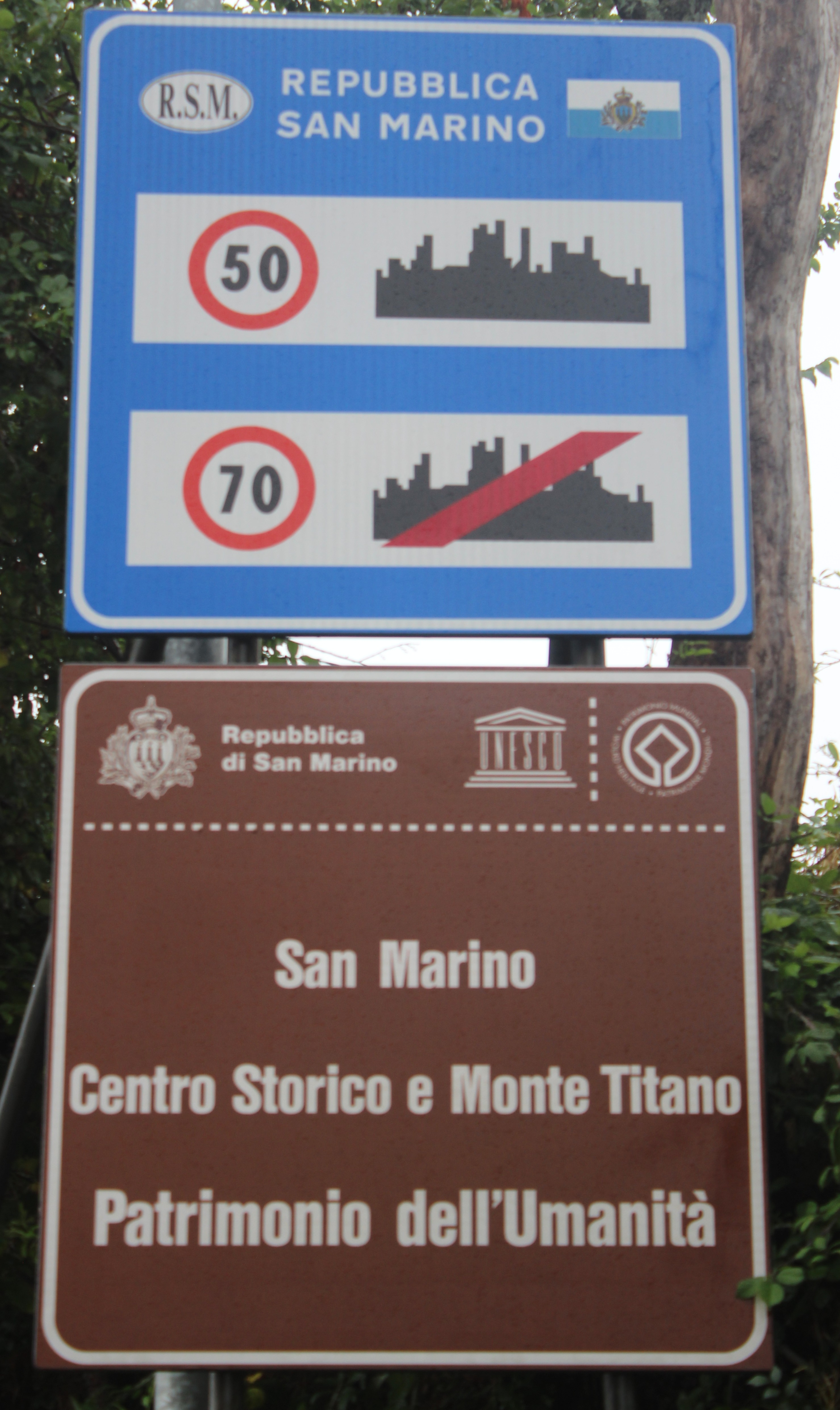
Hinweistafeln bei Einfahrt nach San Marino. Oben: Geschwindigkeitsbegrenzungen innerorts (50 km/h) und außerorts (70 km/h). Unten: Hinweis auf die Altstadt und den Monte Titano als Weltkulturerbe.

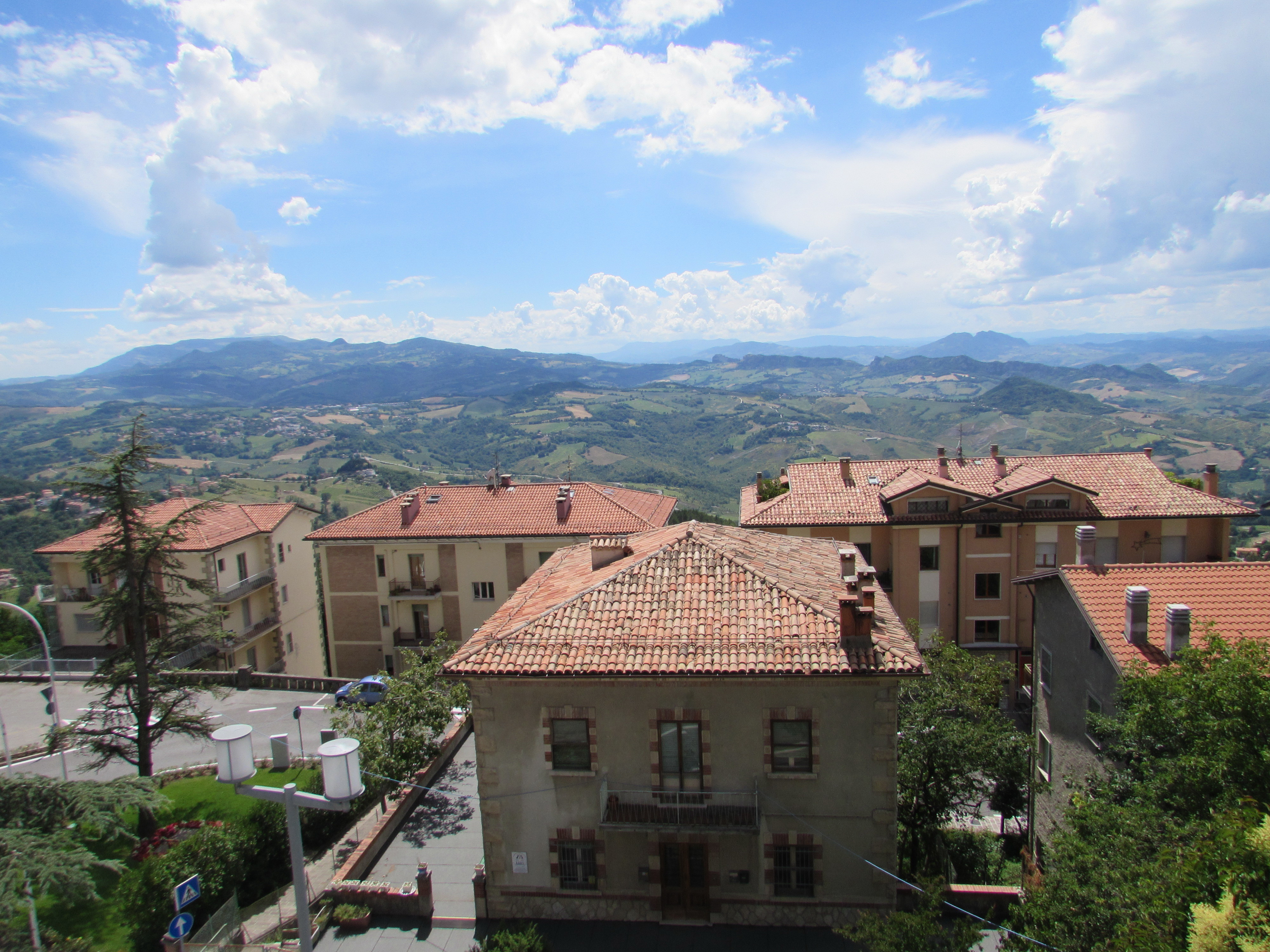
Blick von San Marino auf die Ausläufer des Apennin

### Demografie
Heute leben in San Marino 83,1 % san-marinesische Staatsbürger und 12 % italienische Staatsbürger.
San Marino hat 33.869 Einwohner (Stand 31. Mai 2023). Davon leben in der Hauptstadt San Marino 4.101. Die größte Siedlung ist Serravalle mit 11.161 Einwohnern. In Borgo Maggiore leben 6.952, in Domagnano 3.569, in Fiorentino 2.602, in Acquaviva 2.119, in Faetano 1.176, in Chiesanuova 1.172 und in Montegiardino 1.017 Personen.
Der Frauenanteil in San Marino beträgt 50,9 %.
Dazu kommen knapp 12.800 Staatsbürger, die im Ausland leben, insbesondere in Italien, den USA, Frankreich und Argentinien (Stand Dezember 2012).
Die Bevölkerungsdichte beträgt 536 Einwohner/km². Die Geburtenrate lag im Zeitraum 2000 bis 2004 bei 10,6 pro 1000 Einwohner, die Sterberate bei 6,8 pro 1000 Einwohner, sodass die Bevölkerung San Marinos auch heute noch wächst. Die Lebenserwartung bei der Geburt betrug 2016 80,7 Jahre für Männer und 86,1 Jahre für Frauen. Die durchschnittliche Lebenserwartung beträgt 83,3 Jahre. Laut der Weltgesundheitsorganisation WHO ist San Marino der Staat mit der höchsten Lebenserwartung für Männer.
| Jahr      | 1828         | 1948         | 1960   | 1970   | 1986   | 1992   | 2006   | 2014   | 2018   | 2021   |
| --------- | ------------ | ------------ | ------ | ------ | ------ | ------ | ------ | ------ | ------ | ------ |
| Einwohner | 7.000        | 12.000       | 15.556 | 18.169 | 22.390 | 23.808 | 29.959 | 33.389 | 34.156 | 33.745 |
|           | Quelle fehlt | Quelle fehlt | Quelle | Quelle | Quelle | Quelle | Quelle | Quelle | Quelle | Quelle |

### Sprachen
Die Landessprache ist Italienisch. Aufgrund der starken touristischen Ausrichtung des Staates spricht fast jeder Einwohner eine Fremdsprache fließend, zumeist Englisch, Deutsch oder Französisch. Vornehmlich unter älteren Generationen ist der Dialekt Romagnol verbreitet, der teilweise von dem der angrenzenden italienischen Region Marken beeinflusst ist.

### Religionen

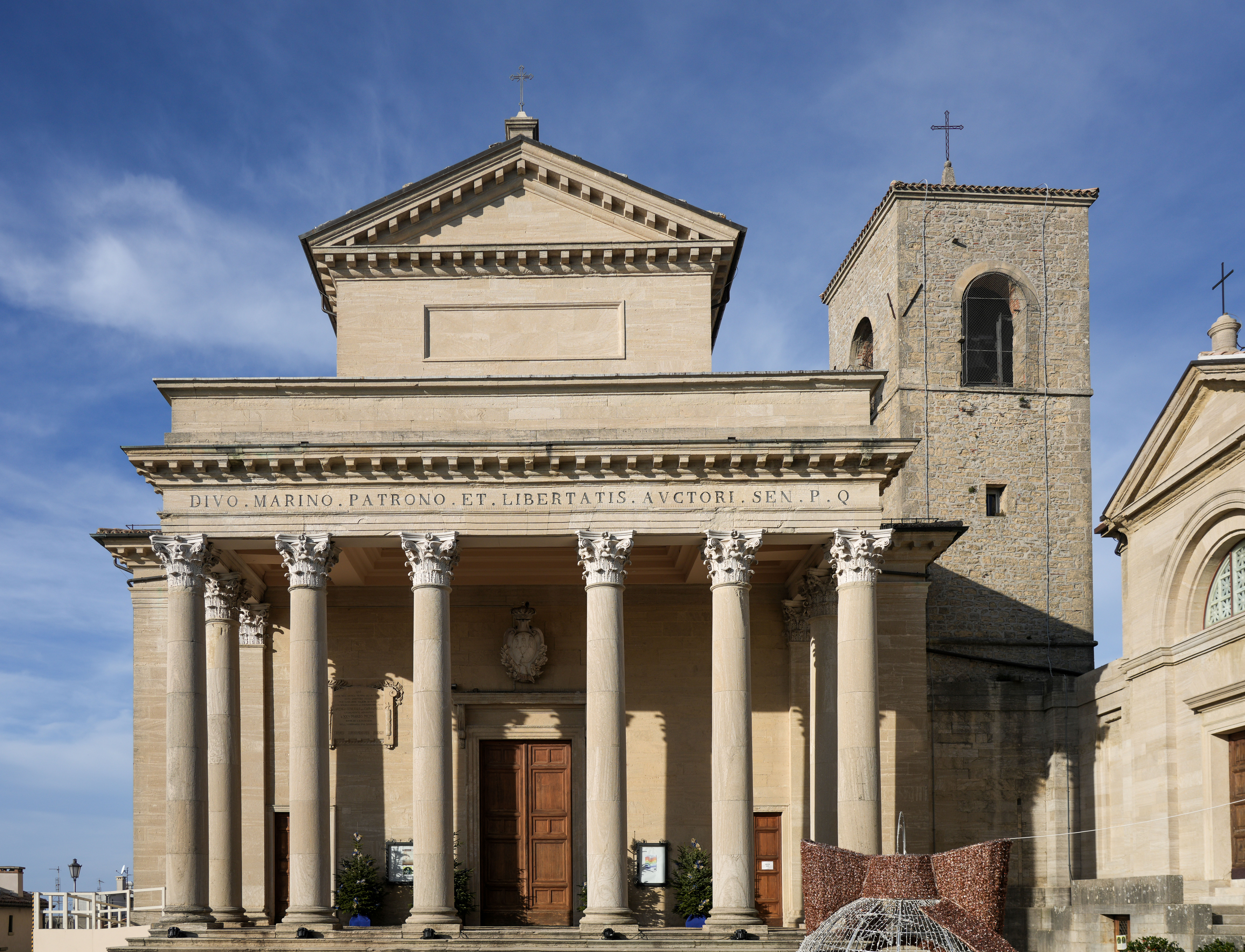
Basilika San Marino

Das römisch-katholische Christentum ist die vorherrschende Religion in San Marino, aber nicht Staatsreligion. Das Staatsgebiet gehört zum Territorium des katholischen Bistums San Marino-Montefeltro, das ein Suffraganbistum des Erzbistums Ravenna-Cervia ist. 92,3 % der Bevölkerung sind Katholiken, 4,7 % gehören anderen Religionsgemeinschaften und 3,0 % keiner Religion an.

## Geschichte
Die Geschichte San Marinos geht bis auf das 4. Jahrhundert zurück; aus den Anfängen sind hauptsächlich Mythen und Sagen überliefert.

### Anfänge

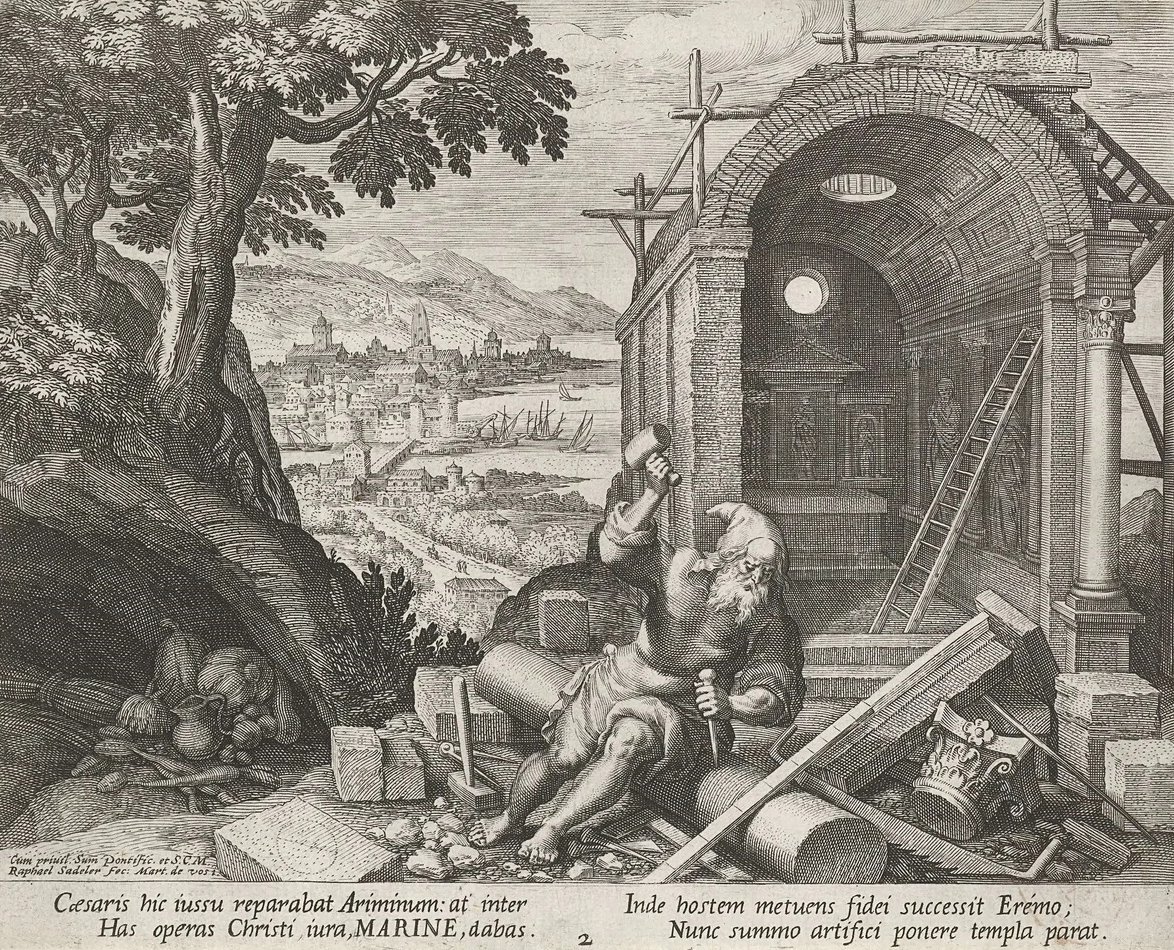
Marinus bei seiner Arbeit als Steinhauer

Um das Jahr 300 soll gemäß der späteren Tradition Marinus, ein dalmatischer Steinhauer von der Insel Rab, als Bauarbeiter in das damals aufstrebende Rimini gekommen sein. Noch bevor im Jahr 303 unter Kaiser Diokletian die letzte Christenverfolgung im Römischen Reich begann, zog sich der Christ Marinus angeblich auf den nahegelegenen Berg Titano zurück. Nach dem Beginn der Christenverfolgungen gesellten sich, wie es heißt, weitere Verfolgte zu ihm, und so bildete sich eine erste christliche Gemeinschaft auf dem Berg. Als offizielles Gründungsdatum gilt heute der 3. September 301. Als sich die Lage im Jahr 311 mit dem Toleranzedikt von Nikomedia beruhigte, wurde Marinus gemäß der Legende von Gaudentius, dem Bischof von Rimini, zum Diakon ernannt und bekam von einer zum Christentum konvertierten römischen Patrizierin, der die Tradition den anachronistischen Namen Donna Felicissima gibt, den Berg Titano geschenkt. Nach dem Tod ihres Namenspatrons im Herbst 366 soll sich die Republik San Marino unter Berufung auf dessen legendäre letzte Worte gegründet haben: “Relinquo vos liberos ab utroque homine” (deutsch: „Ich lasse euch frei von beiden Menschen zurück“).

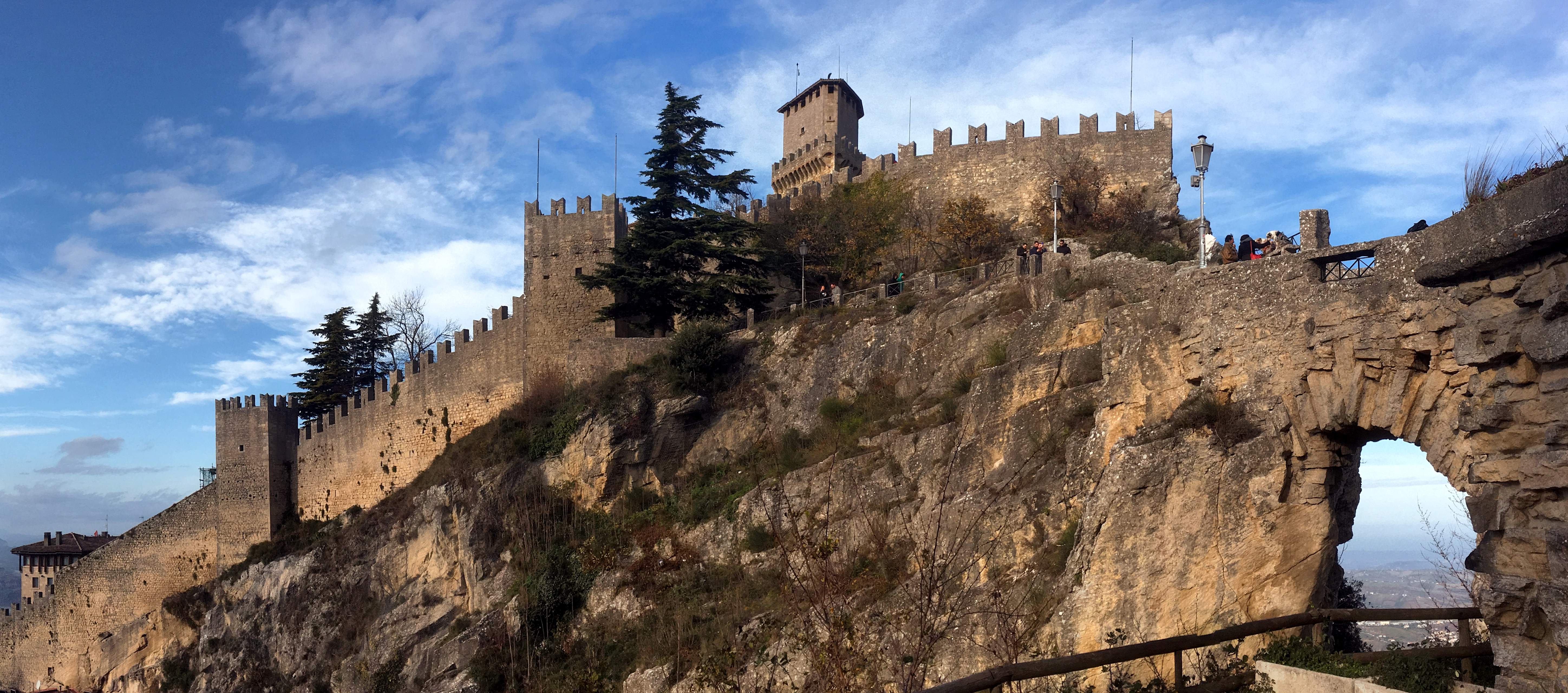
Blick von unten auf die Guaita-Festung mit der Stadtmauer

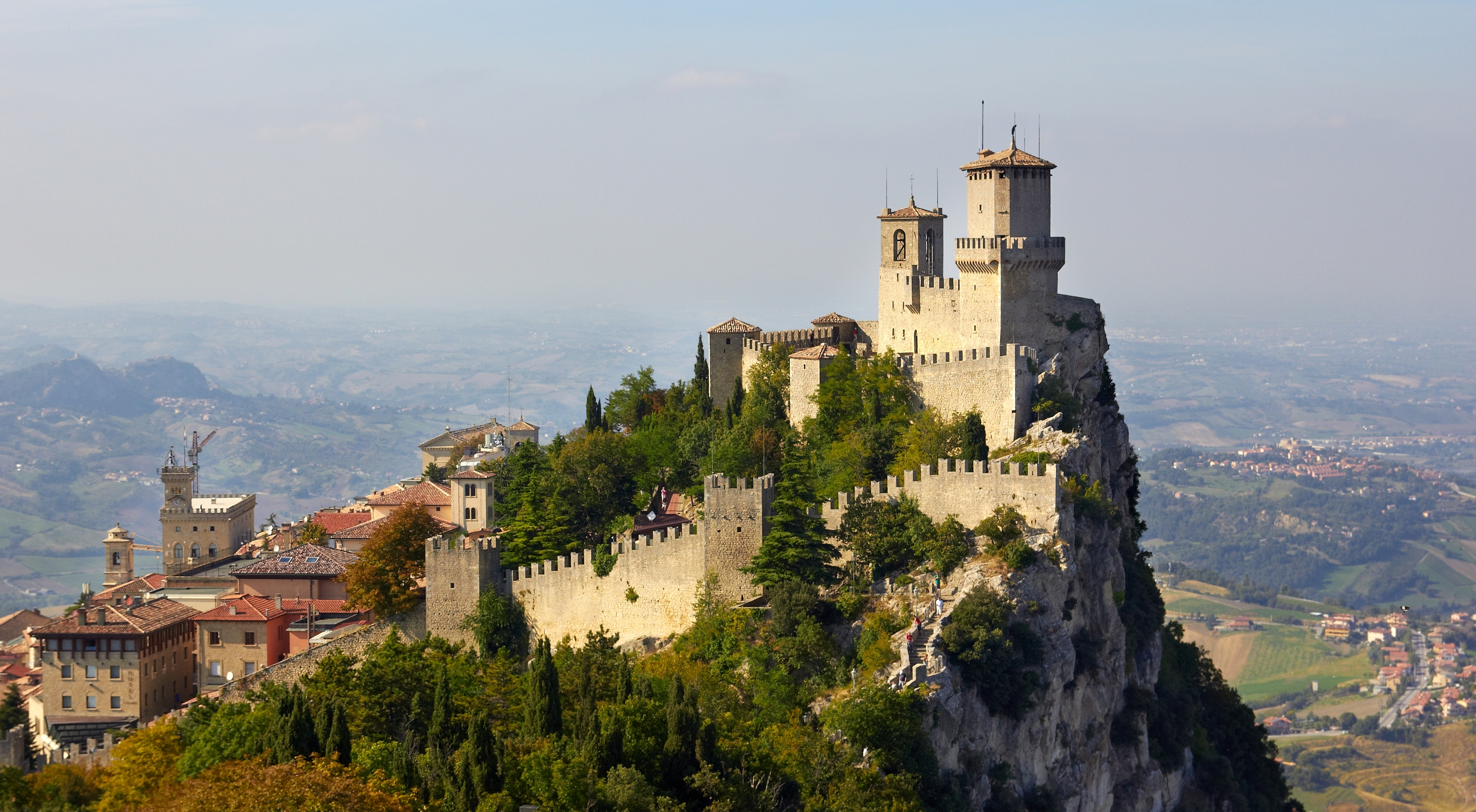
Eine der drei Burgen des Monte Titano

Unter Historikern gilt diese Geschichte als spätere Erfindung. Der erste Beleg für die Existenz einer christlichen Gemeinschaft auf dem Berg Titano stammt von Eugippius, der in seiner um das Jahr 511 vollendeten Vita Sancti Severini auch von einem Mönch auf eben jenem Berg berichtet. Spätere Dokumente wie das Feretranische Urteil aus dem Jahr 885 zeugen von einem organisierten und stolzen öffentlichen Leben. Laut dem Urteil konnten Nachbarbischöfe keine Ansprüche auf san-marinesisches Land durchsetzen.
In den ersten Jahrhunderten war die Unbekanntheit der kleinen Gemeinschaft der beste Schutz gegen ihre Feinde. Trotzdem wurde im 10. Jahrhundert mit dem Bau von Befestigungsanlagen begonnen. Bestätigungen dafür finden sich in einer Urkunde König Berengars II. aus dem Jahr 951 und einer Bulle Papst Honorius’ II. von 1126. 1371 schrieb Kardinal Anglico, dass die Stadt „auf einem sehr hohen Felsblock liegt, auf dessen Gipfel drei riesige Burgen (Torri) emporragen“. Im Laufe der Zeit wurden diese drei Burgen weiter ausgebaut und die Wasserversorgung autarkisiert, indem riesige Zisternen zum Speichern von Regenwasser in den Stein geschlagen wurden. Unterhalb des Regierungspalastes findet man noch heute Zisternen, die zwischen 1472 und 1478 geschaffen wurden.

### Aufstieg der Republik
Um das Jahr 1200 wurde aufgrund der stetig wachsenden Bevölkerung eine Gebietsvergrößerung nötig. Zwei nahe dem Berg gelegene Castelli mitsamt Ländereien wurden daher gekauft. San Marino war bereits zu jener Zeit eine Stadtrepublik mit eigenen Gesetzbüchern. Das älteste handgeschriebene Gesetzbuch stammt aus dem Jahr 1295. In den folgenden 300 Jahren wurden die juristischen Regelwerke immer weiter präzisiert; das sechste und letzte Gesetzbuch, das am 21. September 1600 veröffentlicht wurde, zeugt mit seinen sechs Büchern und 314 Rubriken von detaillierter legislativer Tätigkeit. Die Gesetze wurden durch einen Rat der Familienoberhäupter, den Arengo, in Auftragnahme des Volkes erlassen. So stand auf Mord und Verrat die Todesstrafe. Zum Schutz der Republik gab es schon zu jener Zeit ein gut ausgebildetes Heer. Jeder Mann im Alter zwischen 14 und 60 Jahren konnte zum Kriegsdienst herangezogen werden. 1243 wurden erstmals und in Anlehnung an das altrömische Konsularprinzip zwei „Capitani Reggenti“ für jeweils sechs Monate als gemeinsame Staatsoberhäupter gewählt. Dies ist so bis heute beibehalten worden.

### Kampf um Unabhängigkeit
Die in San Marino eigentlich friedlich zusammenlebenden Ghibellinen und Guelfen wurden durch die in Italien Mitte des 13. Jahrhunderts herrschende Zwietracht zwischen Kirche und Kaiser erstmals gegeneinander aufgehetzt, was dazu führte, dass die kaisertreuen Ghibellinen die Guelfen verbannten. Dass der größere Teil der Bevölkerung ghibellinisch war, lag wohl auch daran, dass sich San Marino in den vorangegangenen Jahrhunderten immer wieder gegen die Nachbarbischöfe verteidigen musste, die Steuern einzufordern oder das Gebiet zu erobern versuchten. Der Konflikt gipfelte in der Exkommunikation der San-Marinesen im Jahr 1247 durch den Papst Innozenz IV. Zwei Jahre später wurden sie in Perugia davon wieder losgesprochen, aber der Frieden zwischen den Bürgern San Marinos kehrte nicht wieder ein, und in den nächsten 100 Jahren folgten drei weitere Exkommunikationen.

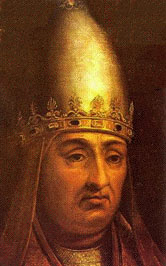
Papst Bonifatius VIII.

Die zweite Hälfte des 13. Jahrhunderts war für San Marino eine schwere Zeit. Die unter der Gewaltherrschaft der Familie Malatesta stehende guelfische Republik Rimini versuchte, San Marino einzunehmen, was nur ein Bündnis San Marinos mit dem Ghibellinen Guido von Montefeltro und später mit dessen Sohn Federico verhindern konnte. Die Kämpfe dauerten aber bis 1299 an. In der Folgezeit gab es weitere Anstrengungen, San Marino zu unterwerfen. 1291 wollte der Kanoniker Teodorico die San-Marinesen dem Papst unterwerfen und diesem steuerpflichtig machen. Dies konnte nur mit einem Urteil des damals berühmten Rechtsgelehrten Palamede aus Rimini abgewendet werden, der mit der Schlichtung des Streits beauftragt wurde. Fünf Jahre später versuchten die Stadtvögte des Bischofs von Montefeltro, das Gebiet für sich zu vereinnahmen. Auch hier half das Urteil von Palamede, das auf Anfrage der San-Marinesen beim Papst Bonifatius VIII. erneut für rechtskräftig erklärt wurde. Der Papst erkannte schließlich die volle Souveränität und Unabhängigkeit San Marinos an. In der Folgezeit versuchten die angrenzenden Staaten immer wieder, San Marino zu erobern – jedes Mal aber ohne Erfolg. Als im Jahr 1303 einige Botschafter der feretranischen (montefeltrischen) Kirche gefangen genommen wurden, nachdem sie in san-marinesisches Territorium eingedrungen waren, flammte der Konflikt wieder auf. Die Kämpfe dauerten bis 1320 an, als San Marino dank seinem exzellent ausgebildeten Heer den Bischof Uberto (oder Liberto) zum Frieden zwingen konnte.
Die Feinde San Marinos erkannten schließlich, dass das Territorium militärisch nicht einzunehmen war, und versuchten es mit Diplomatie. Angeboten wurden der Republik dabei kirchliche Vergebung, Steuerfreiheit für Eigentum außerhalb ihres Territoriums und weitere Rechte wie das Handelsrecht. Als Gegenleistung wurde verlangt, einige in San Marino aufgenommene Flüchtlinge aus Urbino auszuliefern. San Marino lehnte dies aber ab, was bis zum Ende des 14. Jahrhunderts weitere Feindseligkeiten vor allem mit der Familie Malatesta zur Folge hatte. Als aber eben jene Familie unter Sigismondo Pandolfo Malatesta 100 Jahre später sowohl beim Papst als auch beim König von Neapel in Ungnade fiel, nutzten die San-Marinesen die Gunst der Stunde, schlossen am 21. September 1461 ein Bündnis mit der Kirche und nahmen den Krieg wieder auf. 1463 endete der Krieg zugunsten der San-Marinesen, und Papst Pius II. sprach der Republik die drei Castelli Fiorentino, Montegiardino und Serravalle zu. Im gleichen Jahr schloss sich auch das Castello Faetano freiwillig der kleinen Republik an. Dies war der letzte Krieg, gleichzeitig auch die letzte territoriale Erweiterung San Marinos.

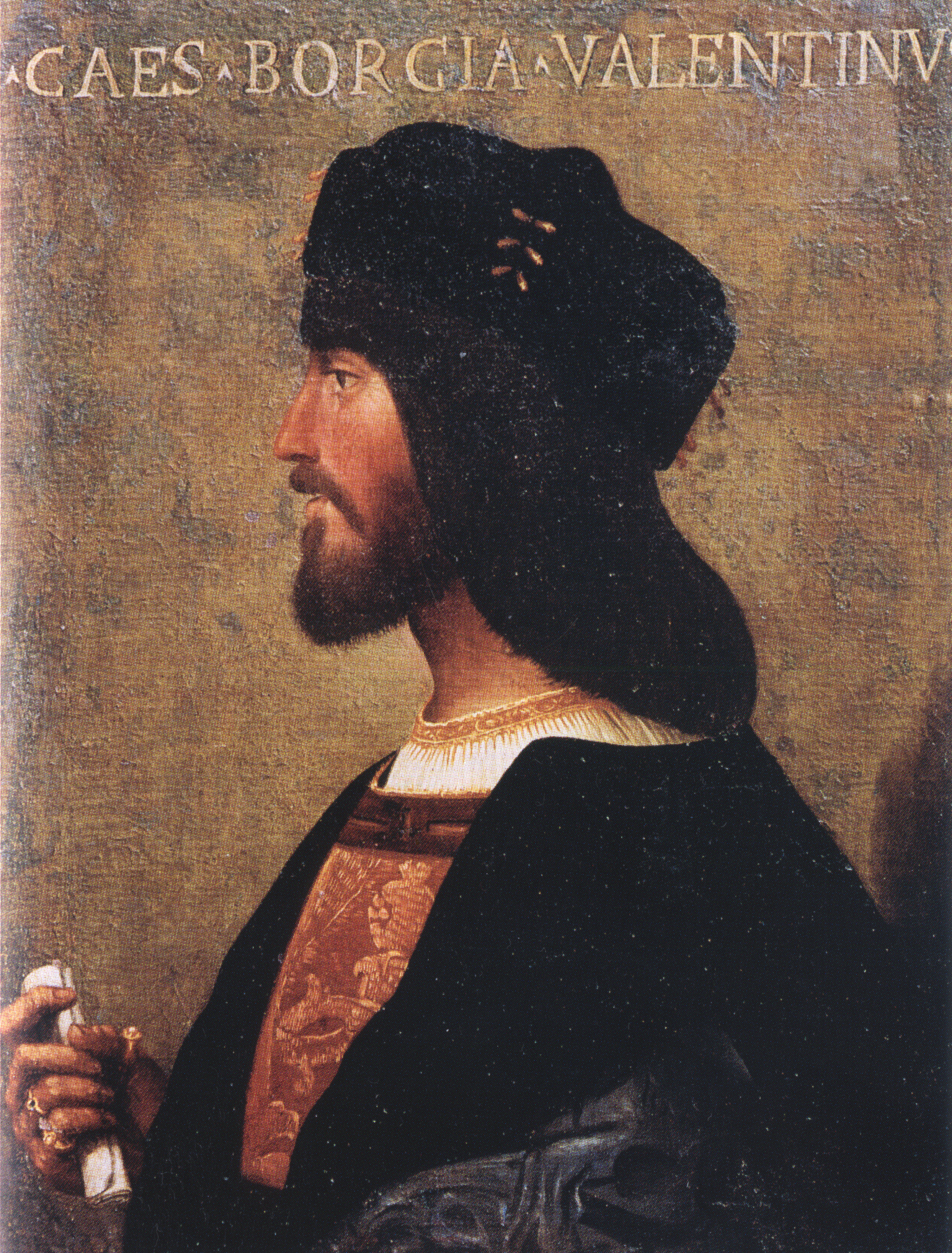
Cesare Borgia

1503 fiel Cesare Borgia, der Sohn des Papstes Alexander VI., in die Republik ein und errichtete eine Gewaltherrschaft. Sie dauerte jedoch nicht lange, da Borgias Heer während eines gleichzeitigen Aufstandes im Herzogtum Urbino – an dem sich auch San-Marinesen beteiligten – vernichtend geschlagen wurde.

### Abstieg und neuer Stolz

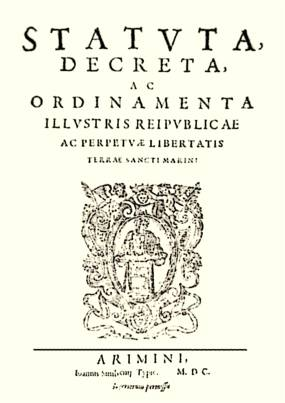
Verfassung

Am 8. Oktober 1600 trat eine neu ausgearbeitete Verfassung in Kraft, deren Grundzüge sich noch in der heutigen Verfassung wiederfinden. Auch zu jener Zeit mussten sich die San-Marinesen immer wieder gegen Eroberer zur Wehr setzen. Im Jahre 1602 wurde ein Schutzvertrag mit der Kirche unterzeichnet, der schließlich 1631 in Kraft trat. Trotz diesem Erfolg ging es San Marino in dieser Zeit nicht gut: Berühmte Persönlichkeiten wanderten aus, adlige Familien starben aus, und das kulturelle Niveau sank in den folgenden Jahrzehnten.
Erst eine erneute Eroberung des Landes ließ den Nationalstolz der San-Marinesen wieder aufleben. Am 17. Oktober 1739 fiel Kardinal Giulio Alberoni, der damalige päpstliche Legat von Romagna, in die Republik ein. Die San-Marinesen wandten sich wieder an den Papst, der den Kardinal Enrico Enriquez nach San Marino schickte, um sich ein Bild von der dortigen Lage zu machen. Aufgrund seiner Berichte ordnete der Papst den Rückzug aus San Marino an, und so war die Republik schon am 5. Februar 1740 wieder frei.
Als Napoleon ab 1796 nach und nach die Vorherrschaft über die gesamte Italienischen Halbinsel erlangte und sich verschiedene Republiken bildeten, schlossen die San-Marinesen sogleich Handelsabkommen mit diesen, um ihre Verbundenheit mit Napoleon zum Ausdruck zu bringen. Nach eigenem Bekunden war er ein Bewunderer des Kleinstaates, der niemals jemand anderem untertan gewesen war, sodass während der italienischen Kampagne seinen Truppen befohlen wurde, die Grenzen zur Republik San Marino nicht zu überschreiten. In Siegerlaune bot er den San-Marinesen an, sie für ihre historische Unbeugsamkeit mit zwei Kanonen, mehreren Fuhren Getreide und einer territorialen Erweiterung bis zum Meer zu belohnen. Die selbstbewusst-zurückhaltenden San-Marinesen ließen die historische Chance, ihr Land zu vergrößern, ungenutzt – wohlwissend, dass es zu andauernden Streitigkeiten mit ihren Nachbarn führen würde. Auch die Kanonen schickten sie wieder zurück. Nur die Getreideladung wurde als friedfertiges Geschenk Napoleons angenommen.
Nach der Niederlage Frankreichs wurde auf dem Wiener Kongress 1815 festgelegt, dass in Italien die vornapoleonische Ordnung wiederhergestellt werden solle. Damit erlangten nicht nur die spanischen Bourbonen den Süden der Halbinsel und die Habsburger den Norden zurück, sondern blieb auch San Marino frei.

### Italienische Einigung
Während sich in der Phase des Risorgimento in allen italienischen Landesteilen Freiheitsbewegungen bildeten, bot die freie Republik San Marino Flüchtlingen Asyl an. Nach der Niederwerfung der Revolutionen von 1848/49 flüchtete Giuseppe Garibaldi nach San Marino und erhielt 1861 auch die san-marinesische Staatsbürgerschaft.
Nach Volksabstimmungen in Sizilien und Norditalien, bei welchen sich beide Teilgebiete mit überwältigender Mehrheit für einen Anschluss ans Königreich Sardinien-Piemont ausgesprochen hatten, und nachdem der Kirchenstaat von piemontesischen Truppen schon bis auf die heutige Region Latium eingenommen worden war, wurde am 17. März 1861 schließlich das neue Königreich Italien ausgerufen. San Marino als von jeher freie Republik wollte nie ein Teil eines anderen Staates werden und blieb daher unabhängig. Der spätere Ehrenbürger Abraham Lincoln schrieb dazu an die Capitani Reggenti: „Obgleich Ihr Staatsgebiet klein ist: Ihr Staat ist einer der meistgeehrten der Geschichte.“ Schon am 22. März 1862 schloss die Republik weitreichende Verträge mit dem Königreich ab, die San Marino und das Königreich Italien als gleichberechtigte Partner festschrieben. Diese Konvention wurde am 27. März 1872 erneuert.
1865 schaffte San Marino – als erster heute noch existierender souveräner europäischer Staat – die Todesstrafe ab. Die letzte bekannte Anwendung der Todesstrafe in San Marino fand im Jahr 1468 statt.

### Die Zeit bis zum Ende des Zweiten Weltkriegs
Bis 1906 wurden die 60 Mitglieder des Parlaments auf Lebenszeit ernannt und in Eigenregie nachbesetzt. Mit dem Arengo von 1906 wurden politische Wahlen eingeführt. Im Ersten Weltkrieg blieb San Marino zunächst neutral, unterzeichnete jedoch einen am 24. Mai 1915 von Italien vorgeschlagenen Vertrag, nach dem es sich verpflichtete, keine Handlungen zu unterstützen, die Italien im Krieg schaden könnten. So durfte San Marino keine italienischen Deserteure aufnehmen. Im Gegenzug wurde zugesagt, dass italienische Behörden keine materiellen Güter der san-marinesischen Bürger für Kriegszwecke beschlagnahmen durften; italienische Staatsbürger genossen diesen Schutz nicht. Mitte 1915 zog auf Anregung des Studenten Giuliano Gozi eine Gruppe Jugendlicher (die Angaben schwanken zwischen 10 und 15 jungen Männern) in den Krieg. Des Weiteren wurde das Comitato pro fratelli combattenti (Komitee für die kämpfenden Brüder) eingerichtet, eine Organisation zur Leistung humanitärer Hilfe für Kriegsflüchtlinge. Als dieses ein Feldlazarett aufbaute, erklärte Österreich-Ungarn San Marino den Krieg. Im Ersten Weltkrieg fielen zwei Bürger aus San Marino (Carlo Simoncini und Sady Serafini). Auf die Kriegserklärung von 1915 geht auch ein europäisches Kuriosum zurück: San Marino befand sich von diesem Moment an offiziell im Kriegszustand mit dem Deutschen Reich, schloss aber nie Frieden, sodass der Kriegszustand weiterhin währte und daher auch 1939 mit Ausbruch des Zweiten Weltkrieges noch bestand.

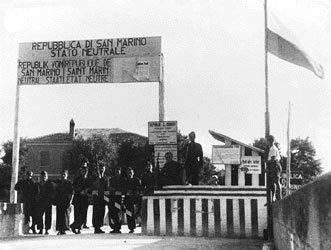
Neutralität

Am 1. April 1923 traten die beiden ersten faschistischen Capitani Reggenti ihr Amt an, und die faschistische Partei (Partito Fascista Sammarinese) erreichte bei den Wahlen am 4. April 1923 die absolute Mehrheit. Die Republik stellte aber später trotz der Nähe zum italienischen Diktator Benito Mussolini keine Soldaten für das italienische Heer, und da sich die faschistische Regierung San Marinos der Neutralität verpflichtet sah, blieb die Republik im Zweiten Weltkrieg offiziell neutral. 1941/42 schafften es oppositionelle Kräfte erstmals wieder, ins Parlament einzuziehen, was dem antifaschistischen Widerstand Auftrieb verlieh. Am 28. Juli 1943 löste sich die san-marinesische faschistische Partei schließlich auf – drei Tage nach dem Sturz Mussolinis. San Marino nahm in der Folgezeit bis zu 100.000 Flüchtlinge auf. Trotz der Neutralität und der Markierung des Staatsgebietes durch riesige weiße Kreuze warfen britische Bomber am 26. Juni 1944 mehrere hundert Bomben über San Marino ab, wodurch 60 Menschen starben und hunderte verletzt wurden. Später gab die britische Regierung zu, dass dieser Angriff ungerechtfertigt war. Im September 1944 kam es nochmals zu Gefechten um San Marino, als deutsche und alliierte Truppen um das Gebiet kämpften. Am 19. September schließlich konnte die britische 8. Armee das Gebiet einnehmen. Die Alliierten blieben bis November 1944 in San Marino, unter anderem, um bei der Rückführung der vielen Flüchtlinge zu helfen.

### Nachkriegszeit
Da in der Zeit der faschistischen Regierung sowohl die Verfassung als auch die Gesetzgebung unangetastet geblieben waren, gab es nach dem Ende des Zweiten Weltkriegs nur wenige grundlegende politische Veränderungen in der Republik.
Eine davon betraf die Einführung des Frauenwahlrechts. Das aktive Frauenwahlrecht wurde mit dem Gesetz vom 23. Dezember 1958 eingeführt. Die Frauen mussten jedoch bis zu den Wahlen von 1964 warten, bis sie erstmals wählen durften: Das Gesetz vom 29. April 1959 legte fest, dass das aktive Frauenwahlrecht erst ab dem 1. Januar 1960 Wirksamkeit erlangen sollte. Die Entscheidung vom 29. April 1959 wurde am 7. Juli vom Parlament bestätigt. Das passive Frauenwahlrecht wurde erst am 10. September 1973 zum Gesetz.
Es ist kaum bekannt, dass die Republik von 1947 bis 1957 (Auseinandersetzungen von Rovereta) und nochmals von 1978 bis 1986 von einer linken Volksfront unter Einschluss der Kommunisten regiert wurde. Dies hatte zur Folge, dass die extrem antikommunistisch eingestellte spanische Franco-Regierung in den 1950er Jahren allen Touristen und Geschäftsreisenden, die einen San-Marino-Stempel im Reisepass hatten, die Einreise nach Spanien verweigerte. Ende der 1980er Jahre benannte sich die KP San Marinos in Progressiv-demokratische Partei um.
Seit Ende der 1950er Jahre nimmt der Tourismus eine immer größere Rolle in San Marino ein. Im Jahr 2005 besuchten über 2 Millionen Touristen den Staat mit seinen gut 30.000 Einwohnern. Die Steuereinnahmen stiegen, so dass seit 1975 die gesamte medizinische Versorgung kostenlos angeboten werden kann. Heute bringt der Tourismus direkt oder indirekt 60 Prozent der Staatseinnahmen. Die meisten Touristen kommen für Tagesausflüge von den Touristenzentren der nahen Adria, beispielsweise von Rimini und Pesaro. Die Republik – seit 1992 auch Mitglied der Vereinten Nationen – ist schuldenfrei.
Bei einem Referendum im September 2021 hat die Bevölkerung San Marinos für die Legalisierung der Abtreibung gestimmt. Bis dahin war die Republik eines der letzten Länder Europas (neben Andorra), in denen der freiwillige Abbruch der Schwangerschaft unter Strafe stand.

## Politik

### Verfassung

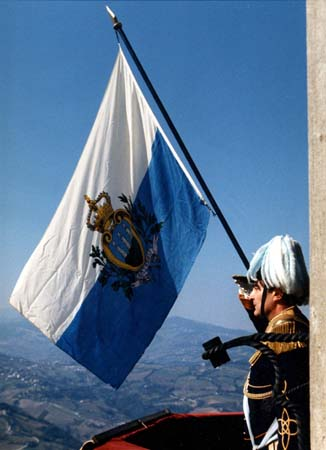
Flagge San Marinos

Das politische System von San Marino ist das einer parlamentarischen repräsentativen Demokratie. Es wurde in der aus dem Jahr 1600 stammenden Verfassung, der ältesten noch gültigen republikanischen Verfassung der Welt, festgeschrieben.

### Exekutive

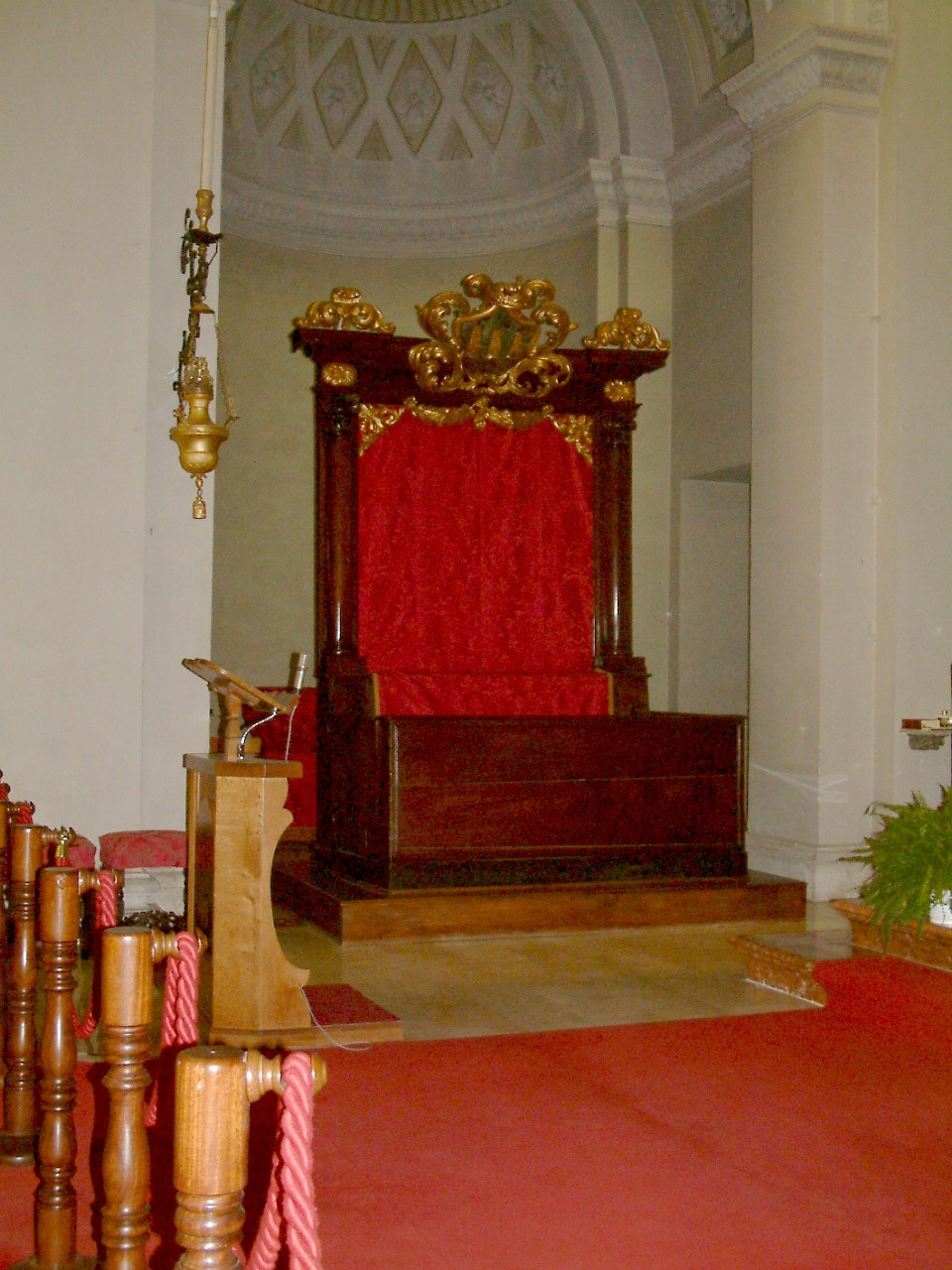
Thron der Capitani Reggenti in der Basilika von San Marino

San Marino hat immer zwei Staatsoberhäupter, die für jeweils sechs Monate kollegial amtierenden Capitani Reggenti („regierende Hauptleute“, manchmal auch „regierende Kapitäne“ genannt). Sie werden vom Parlament gewählt, und ihre Amtseinführung ist am 1. April und 1. Oktober eines jeden Jahres. Diese Regelung geht auf ein Gesetz aus dem Jahr 1200 zurück, das zu dem Zweck eingeführt wurde, dass die Personen an der Spitze des Staates nicht zu lange mit zu viel Macht ausgestattet sind und zudem eine gegenseitige Kontrolle ermöglicht wird.
Der Außenminister von San Marino ist gleichzeitig Regierungschef. Seit dem 7. Januar 2020 ist dies Luca Beccari, offiziell Staatssekretär für Auswärtige und Politische Angelegenheiten und für Justiz.
Die Teilung der Macht funktioniert damit ähnlich wie bei den Konsuln der römischen Republik vor über 2000 Jahren oder dem Bundesrat, der Schweizer Direktorialregierung mit ihrem Kollegialitätsprinzip.
Die alte Institution des Arengo, ursprünglich die Versammlung sämtlicher Familienoberhäupter, übertrug ihre Machtbefugnisse im März 1906 dem Consiglio Grande e Generale („Großer und Allgemeiner Rat“). Heute wird die Gesamtheit der Wahlberechtigten als Arengo bezeichnet und zweimal pro Jahr am Sonntag nach der Amtseinführung der Capitani Reggenti einberufen. Die Bürger von San Marino haben dabei die Gelegenheit, dem Consiglio Vorschläge und Gesuche von allgemeinem Interesse zu unterbreiten.
Die exekutive Gewalt liegt beim Congresso di Stato (Staatskongress). Die seit 27. Dezember 2016 amtierende Regierung wird von dem Wahlbündnis adesso.sm gestellt. Sie besteht aus sieben Ministern (Segretari di Stato), die vom Consiglio Grande e Generale auf fünf Jahre ernannt wurden. Die Sinistra Socialista Democratica (SSD) stellt drei Minister, Repubblica Futura (RF), und CIVICO (C10) je zwei Minister.

### Legislative

Der Regierungspalast Palazzo Pubblico

Die gesetzgebende Gewalt wird vom Consiglio Grande e Generale ausgeübt, dessen 60 Mitglieder von der wahlberechtigten Bevölkerung (ab 18 Jahren) auf fünf Jahre gewählt werden (Siehe Wahlen in San Marino). Er genehmigt außerdem den Staatshaushalt und ernennt die Staatsoberhäupter, die Capitani Reggenti.
Nach der Wahl im Juni 2001 regierte eine Koalition aus Christdemokraten (PDCS) und Sozialisten (PSS) das Land. 2005 fusionierten die Sozialisten und die ex-kommunistischen Demokraten (PD) zur Partei der Sozialisten und Demokraten (PSD). Die Neukommunisten (RCS) und die der Friedensbewegung zuzurechnende Linkspartei Zona Franca vereinbarten ein Wahlbündnis; bei der Parlamentswahl am 4. Juni 2006 traten sie als Vereinigte Linke (Sinistra Unita) an. Seit August 2006 regierte eine Mitte-Links-Koalition aus PSD, Volksallianz (AP) und Vereinigter Linker. Im November 2007 traten die von der PDCS abgespalteten Zentrumsdemokraten (DdC) der Koalition bei. Diese verlor durch den Austritt der AP die parlamentarische Mehrheit, sodass in der Folge vorgezogene Neuwahlen am 9. November 2008 stattfanden. Für diese galt ein neugestaltetes Wahlrecht mit einer auf bis zu 3,5 % erhöhten Sperrklausel und einer Zuteilung von mindestens 35 von 60 Sitzen an die stimmstärkste Partei oder Parteienkoalition. Durch diese Änderungen bedingt traten die Parteien in zwei Koalitionen zur Wahl an, dem rechtsgerichteten Pakt für San Marino (Patto per San Marino) und der linksgerichteten Allianz Reformen und Freiheit (Riforme e Libertà). Der Patto per San Marino gewann mit 54,22 % der Stimmen die Parlamentswahl und regierte bis zur vorgezogenen Parlamentswahl vom Dezember 2012. Die neugebildete Koalition Bene Comune, der der christdemokratische PDCS, die liberale AP und der sozialdemokratische PSD angehörten, errang mit 50,7 % die absolute Mehrheit und stellte bis Ende 2016 die Regierung. Seit 2015 kam es zu Ermittlungen um das Conto Mazzini. In diesen Bestechungs- und Geldwäscheskandal waren zahlreiche führende Politiker verwickelt. Im Juni 2017 wurden 20 der 21 Angeklagten, darunter fünf ehemalige Staatsoberhäupter und 8 Ex-Minister, zu Freiheitsstrafen bis zu 9 Jahren verurteilt. Als Ende 2016 die Bene-Commune-Koalition an inneren Differenzen zerbrach, kam es im November 2016 zu Neuwahlen. Dabei konnte keine Koalition die absolute Mehrheit erringen. Die Koalition San Marino prima di Tutto verfehlte mit 41,7 % die absolute Mehrheit, und so kam es zwischen ihr und dem zweitplatzierten Mitte-links-Bündnis adesso.sm zu einer Stichwahl am 4. Dezember 2016, die adesso.sm mit 57,8 % der Stimmen gewann.

### Judikative
Die judikative Gewalt geht vom Consiglio dei XII ‚Rat der 12‘, aus. Er wird vom Consiglio Grande e Generale für die Dauer einer Legislaturperiode gewählt und ist ein verwaltungsrechtliches Organ sowie die höchste gerichtliche Instanz der Republik. Zwei Beauftragte der Regierung (Sindaci di Governo) vertreten den Staat vor Gericht sowie in Streitigkeiten über Finanz- und Vermögensangelegenheiten. Die verschiedenen Ebenen der Strafjustiz werden durch den „Justizkommissar“ und den „Berufungsrichter“ geleitet; Die Ziviljustiz wird vom Justizkommissar, dem Berufungsrichter und in dritter Instanz durch den „Rat der 12“ geführt. Der „Richter ersten Grades“ hat die Gerichtsbarkeit über administrative Fragen, gefolgt von dem Berufungsrichter und dem „Rat der 12“.

### Verwaltungsgliederung

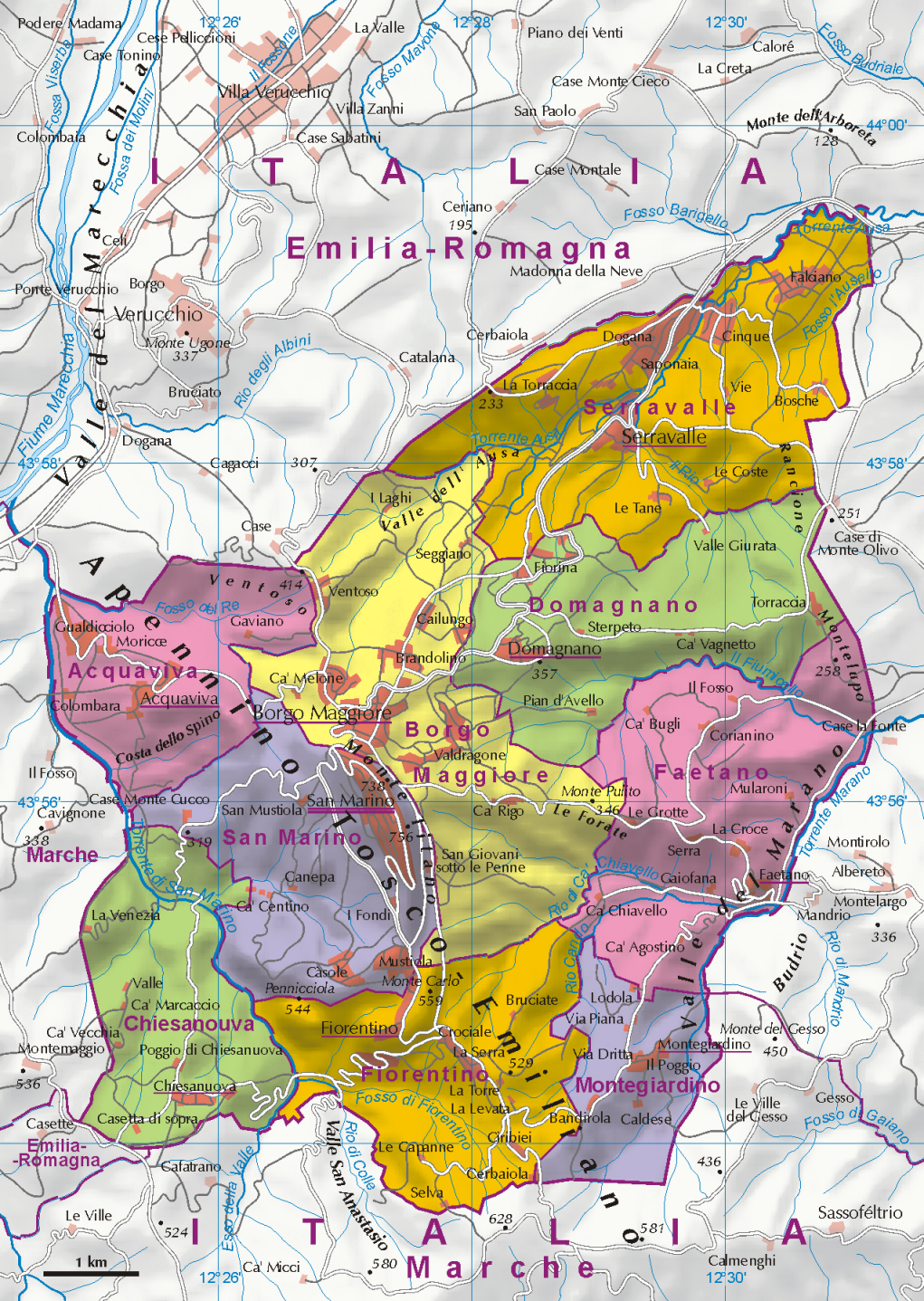
Gemeinden San Marinos

Das Staatsgebiet von San Marino ist in neun Castelli ‚Gemeinden‘ unterteilt, die den alten Kirchspielen entsprechen. Jedes Castello hat einen von den Einwohnern gewählten Gemeinderat (Giunta) unter dem Vorsitz eines auf fünf Jahre gewählten Capitano.
San Marino ist die Hauptstadt der kleinen Republik und liegt auf dem Monte Titano. Weltberühmte Denkmäler wie der Regierungspalast (Palazzo Pubblico) und die drei Burgen, vielfältige Museen und ein einzigartiges Panorama machen aus dieser Stadt ein Touristenzentrum mit zwei Millionen Besuchern im Jahr. Am 31. Mai 2023 lebten hier 4.101 Menschen.
Der Name des Castello Acquaviva stammt von einer wichtigen Quelle, die sich am Fuße des Montecerreto befindet, eines mit Pinienwald bedeckten Berges. Der Sage nach befindet sich hier die Grotte, die dem heiligen Marino als erster Zufluchtsort diente. In diesem Bezirk befindet sich eine der weltweit besten Motocross-Bahnen, und talabwärts am Ufer des Baches San Marino befindet sich das wichtige Industriezentrum Gualdicciolo. Am 31. Mai 2023 lebten 2.119 Menschen in Acquaviva.

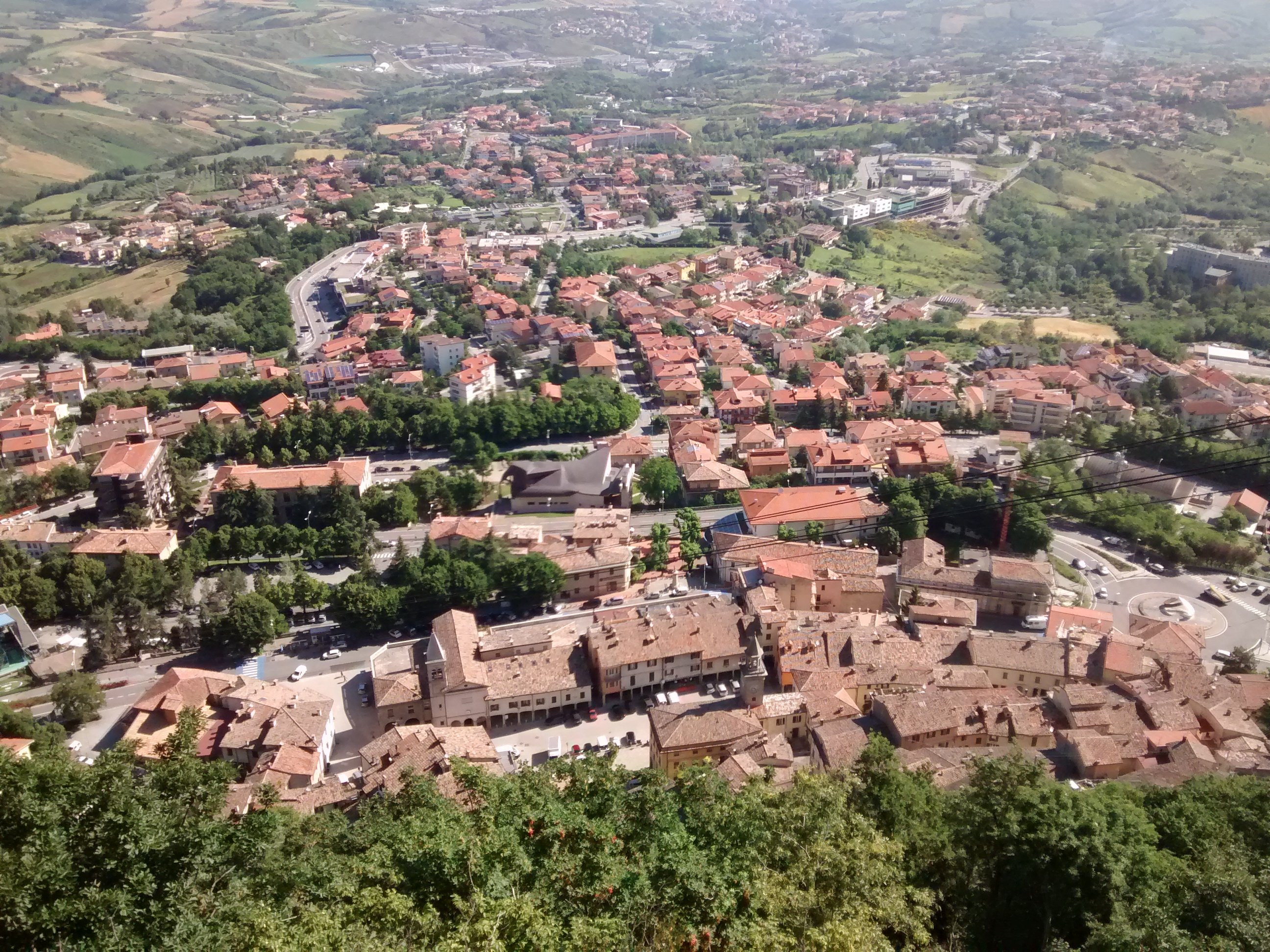
Borgo Maggiore

Das Dorf Borgo Maggiore, nördlich zu Füßen des Monte Titano liegend, hieß früher Mercatale (Marktort) und ist auch heute noch einer der wichtigsten Märkte San Marinos. Mit einer Seilbahn kommt man von hier aus direkt auf den Monte Titano in die Stadt San Marino. Am 31. Mai 2023 lebten 6.952 Menschen hier. Borgo Maggiore ist somit der zweitgrößte Ort San Marinos.
Das Castello Chiesanuova (Neue Kirche) im Südwesten der Republik trat samt Gebiet 1320 freiwillig San Marino bei. Bis in das 16. Jahrhundert hieß das Gebiet Busignano. Die Wirtschaft dieser kleinen Gemeinde mit 1.172 Einwohnern (31. Mai 2023) ist stark landwirtschaftlich geprägt. Chiesanuova trägt als Castello auch den Namen Penna Rossa (rote Feder) und führt eine solche im Wappen.
Domagnano ist ein kleines Dorf, das schon zu Zeiten der Römer besiedelt war. Von hier aus kann man den Monte Titano und das Meer fotografieren. 3.569 Menschen lebten am 31. Mai 2023 in Domagnano. Es trägt als Castello auch den Namen Montelupo (Wolfsberg) und führt im Wappen einen weißen Wolf vor einem grünen Berg.
Die Gemeinde Faetano trat samt Gebiet 1463 der Republik bei. Mit 1.176 Einwohnern (31. Mai 2023) zählt Faetano zu den kleineren Castelli, bietet dafür aber viel Grün und einen großen See.
Die drei Gemeinden Fiorentino, mit 2.602 Einwohnern (31. Mai 2023) im Süden der Republik liegend, Montegiardino, die kleinste Gemeinde mit 1.017 Einwohnern, und Serravalle, mit 11.161 Einwohnern das größte Castello, wurden allesamt 1463 erobert. In Serravalle liegt die größte Stadt des Landes, Dogana, das Einfallstor nach Italien.

### Staatshaushalt
Der Staatshaushalt umfasste 2009 Ausgaben von umgerechnet 652,9 Mio. US-Dollar, dem standen Einnahmen von umgerechnet 690,6 Mio. US-Dollar gegenüber. Daraus ergibt sich ein Haushaltsüberschuss in Höhe von 3,6 % des BIP.
San Marino hat keine Staatsverschuldung.
Im Jahr 2011 wurde (bedingt durch die Finanzkrise und die Halbierung der Einlagen san-marinesischer Banken) ein Rekorddefizit von 20 Millionen Euro erwirtschaftet.
Im Jahr 2006 betrug der Anteil des Gesundheitssystems an den Staatsausgaben 7,2 % des BIP.

### Außenpolitik
Die Republik San Marino unterhält derzeit diplomatische und konsularische Beziehungen zu über neunzig Staaten. Die diplomatischen Vertretungen der Republik im Ausland haben meist den Rang von Konsulaten oder Generalkonsulaten (z. B. das Honorarkonsulat in München).
San Marino ist Mitglied zahlreicher internationaler Organisationen, darunter der UNO, der UNESCO, des Europarats, des Internationalen Währungsfonds (IWF), des Internationalen Gerichtshofes, der Weltgesundheitsorganisation (WHO), der Welttourismusorganisation und selbst der Internationalen Walfangkommission.
Die Republik unterhält auch offizielle Beziehungen zur Europäischen Union – wenngleich sie kein Mitgliedstaat der EU ist – und nimmt an der Konferenz über Sicherheit und Zusammenarbeit in Europa teil. San Marino ist seit dem 1. Juli 2009 Vertragspartei des Europäischen Patentübereinkommens, sodass europäische Patente auch in San Marino Geltung erlangen können.
Die Beziehungen zwischen San Marino und Deutschland sind frei von Problemen. Der deutsche Botschafter in Italien ist auch in San Marino akkreditiert. Die konsularischen Beziehungen werden vom deutschen Generalkonsulat in Mailand wahrgenommen. Der san-marinesische Botschafter für Deutschland ist Gian Nicola Balestra, der allerdings seinen Amtssitz in Brüssel hat. Eine besondere politische Bedeutung für Deutschland erlangt San Marino durch die wohlwollende Unterstützung, die es deutschen Kandidaten im Zusammenhang mit Wahlen zu den verschiedensten Gremien im Bereich der Vereinten Nationen gewährt.

### Finanzpolitik

San-marinesische 2-Euro-Münze

Die Währung war bis zur Europäischen Währungsunion die san-marinesische Lira, die ebenso wie die vatikanische Lira eine nominell eigenständige Währung, faktisch jedoch mit festem Wechselkurs an die italienische Lira gekoppelt war; es liefen alle drei Währungen in allen drei Staaten gleichberechtigt um. San Marino prägte ab 1972 nach einer 34-jährigen Unterbrechung auch wieder eigene Münzen. Später wurden zusätzlich Goldmünzen geprägt, die aber nur auf san-marinesischem Staatsgebiet gültig waren. Seit dem 1. Januar 2002 gilt in San Marino der Euro. San Marino gibt dabei eigene Euromünzen mit landesspezifischer Rückseite heraus.
San Marino galt bis Januar 2010 offiziell als Steueroase. Die OECD stufte das Land im Jahr 2000 als Steueroase nach Definition des OECD-Berichts von 1998 ein. Im Zuge der verschärften internationalen Bekämpfung der Steuerhinterziehung wurde San Marino im Rahmen des G-20-Gipfeltreffens vom 2. April 2009 in London durch die OECD als Steueroase eingestuft, die sich den internationalen Steuerstandards in Bezug auf Einkommen- und Vermögensteuern verpflichtet, diese aber noch nicht umgesetzt hat. Nachdem das Land im Januar 2010 die von der OECD geforderte Mindestanzahl von zwölf bilateralen Steuerabkommen erreicht hatte, wurde es von der OECD als Staat eingestuft, der die internationalen Steuerstandards weitgehend umgesetzt hat. Seit 23. Dezember 2011 ist das deutsch-san-marinesische Abkommen über die Unterstützung in Steuer- und Steuerstrafsachen durch Informationsaustausch (TIEA) in Kraft. Weiterhin kein bilaterales Steuerabkommen besteht unter anderem mit den Vereinigten Staaten und Italien. So dient San Marino weiterhin als bedeutende Drehscheibe für die Hinterziehung von Einkommens-, aber auch Mehrwertsteuern italienischer Personen und Unternehmen. Von Januar bis Mitte August 2010 deckte die italienische Finanzpolizei rund 800 Fälle auf. Bei den davon abschließend geprüften 330 Fällen wurden Einkommen in der Höhe von insgesamt 850 Millionen Euro, die vor dem italienischen Fiskus versteckt wurden, sowie 240 Millionen Euro nicht bezahlte Mehrwertsteuern aufgedeckt. Die italienische Steuerbehörde Agenzia delle Entrate gab im Oktober 2009 die Zahl der italienischen Staatsbürger, die ihren Steuersitz in einem von Italien als Steueroase eingestuften Land haben, mit 29.158 Personen an. Mit 8490 Personen weist San Marino den höchsten Anteil aus. Inzwischen haben Italiener 5,7 Milliarden Euro von san-marinesischen Banken abgezogen, was der Hälfte der Einlagen dieser Banken entspricht.
Am 8. Dezember 2015 wurde ein Abkommen zur Bekämpfung von Steuerhinterziehung zwischen der Europäischen Union und San Marino unterzeichnet. Mit diesem Abkommen soll dem wechselseitigen Bankgeheimnis zwischen San Marino und der EU ein Ende gesetzt werden. Ab dem Jahr 2017 werden die Mitgliedstaaten der Europäischen Union und San Marino wechselseitig Daten der Bankkunden auf dem eigenen Hoheitsgebiet der anderen Vertragspartei liefern. Pierre Moscovici, EU-Kommissar für Wirtschafts- und Finanzangelegenheiten, ist der Ansicht, dass San Marino mit der Unterzeichnung dieses Abkommens gezeigt habe, dass es an der Bekämpfung von Steuerhinterziehung interessiert und auch dazu bereit sei.
Italien leistet Ausgleichszahlungen dafür, dass die Republik ihre Unabhängigkeit wirtschafts- und finanzpolitisch nicht zu sehr ausnutzt und ihre Souveränität nicht zum Schaden Italiens gebraucht. Die neun im Lande tätigen Banken und die Zentralbank der Republik San Marino sind hauptsächlich auf das Binnengeschäft fokussiert. Internationale Transaktionen werden durch italienische Banken abgewickelt.

### Verteidigungspolitik
Da das Staatsgebiet San Marinos vollständig von italienischem Staatsgebiet umgeben ist, wird die Verteidigung im Kriegsfall von Italien garantiert. Zur Symbolisierung der Unabhängigkeit unterhält der Staat jedoch eine kleine Armee.

### Zivilgesellschaft
Die Gewerkschaften sind im Dachverband Centrale Sindacale Unitaria organisiert.

## Wirtschaft

### Allgemein
San Marino besitzt keine Bodenschätze. Die Nutzung der Staatsfläche erfolgt vor allem land- und forstwirtschaftlich. Bis in die 1960er Jahre lebten die San-Marinesen vor allem von Landwirtschaft, Viehzucht und dem Abbau von Steinen aus den einheimischen Steinbrüchen. Seitdem gibt es in San Marino einen steten Aufschwung von Handwerk und Handel, aber auch der Industrie – nicht zuletzt bedingt durch den starken Zustrom von Touristen. Das jährliche Durchschnittseinkommen pro Kopf lag im Jahr 2008 bei 50.670 US-Dollar.
| Parameter                | Primärer Sektor (Urproduktion) | Sekundärer Sektor (Verarbeitendes Gewerbe) | Tertiärer Sektor (Dienstleistungen) | Gesamt                     | Bezugsjahr | Quelle |
| ------------------------ | ------------------------------ | ------------------------------------------ | ----------------------------------- | -------------------------- | ---------- | ------ |
| Anteil am BIP            | 0,1 %                          | 39,2 %                                     | 60,7 %                              | 1.982.000.000 (USD) (2017) | 2009       | [ 39 ] |
| Anteil an Erwerbstätigen | 0,2 %                          | 33,5 %                                     | 66,3 %                              | 21.960                     | 2013       | [ 39 ] |

### Primärer Sektor
Angebaut werden in San Marino Getreide, Wein, Oliven und Obst; verbreitet ist außerdem die Rinder- und Schweinezucht.

### Sekundärer Sektor
Die wichtigsten Erzeugnisse der Handwerksbetriebe und mittelständischen Industrie sind Keramikprodukte, Fliesen, Möbel, Süßwaren, Liköre, Farben und Lacke, Textilien (Seide) und Bekleidungswaren.

### Tertiärer Sektor

#### Handel
Haupthandelspartner des Landes ist Italien, in das 90 % der Exporte fließen. Exportiert werden vor allem Wein und Wolle, kunsthandwerkliche Produkte und Briefmarken, die zeitweise zehn Prozent zum Bruttonationaleinkommen beitrugen. Importiert werden hauptsächlich Fertigprodukte und Konsumgüter, aber auch Gold für die vielen Goldschmiede und Juweliere.

#### Verkehr

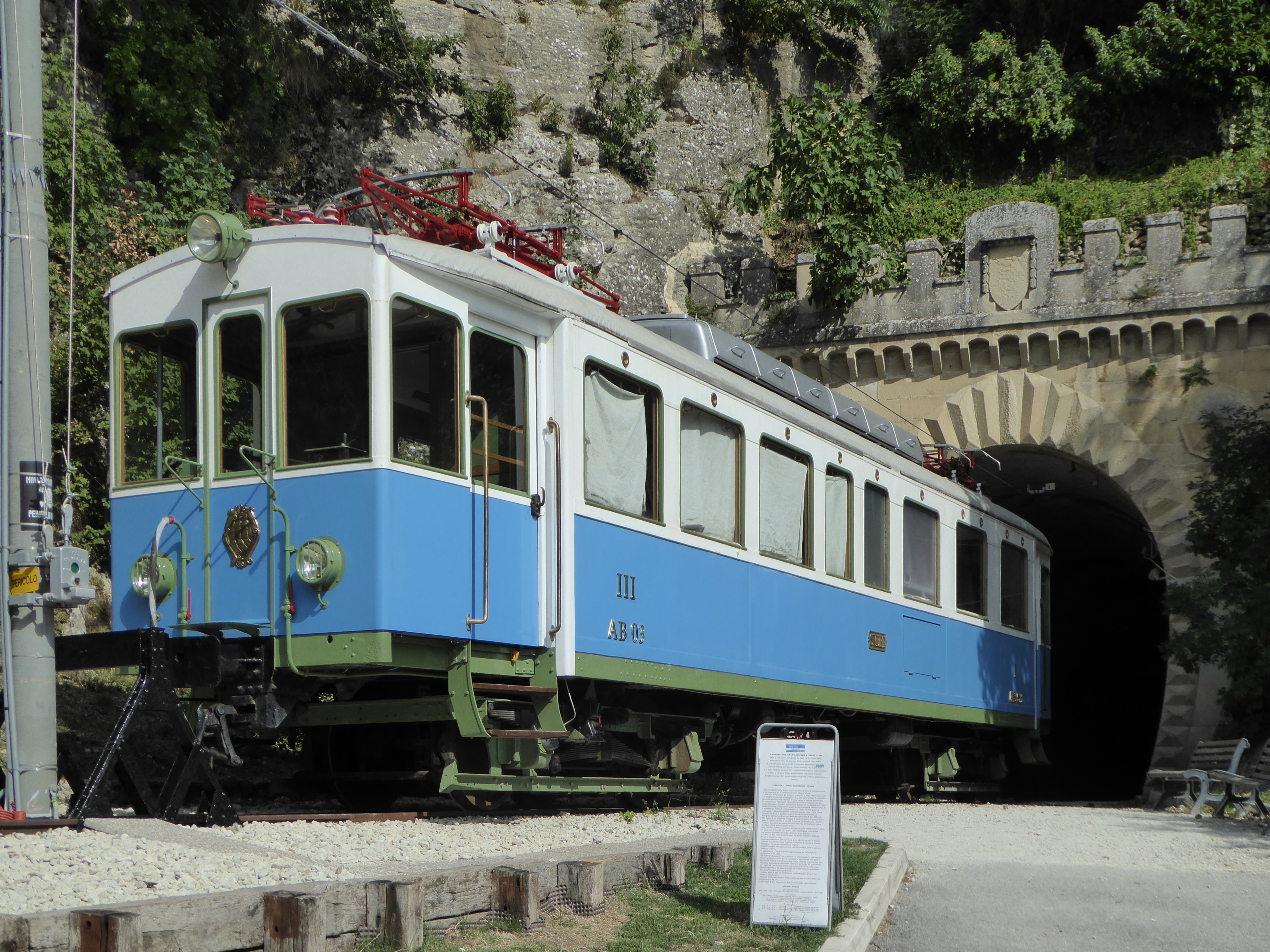
Museumstriebwagen AB 03 am stadtseitigen Endpunkt

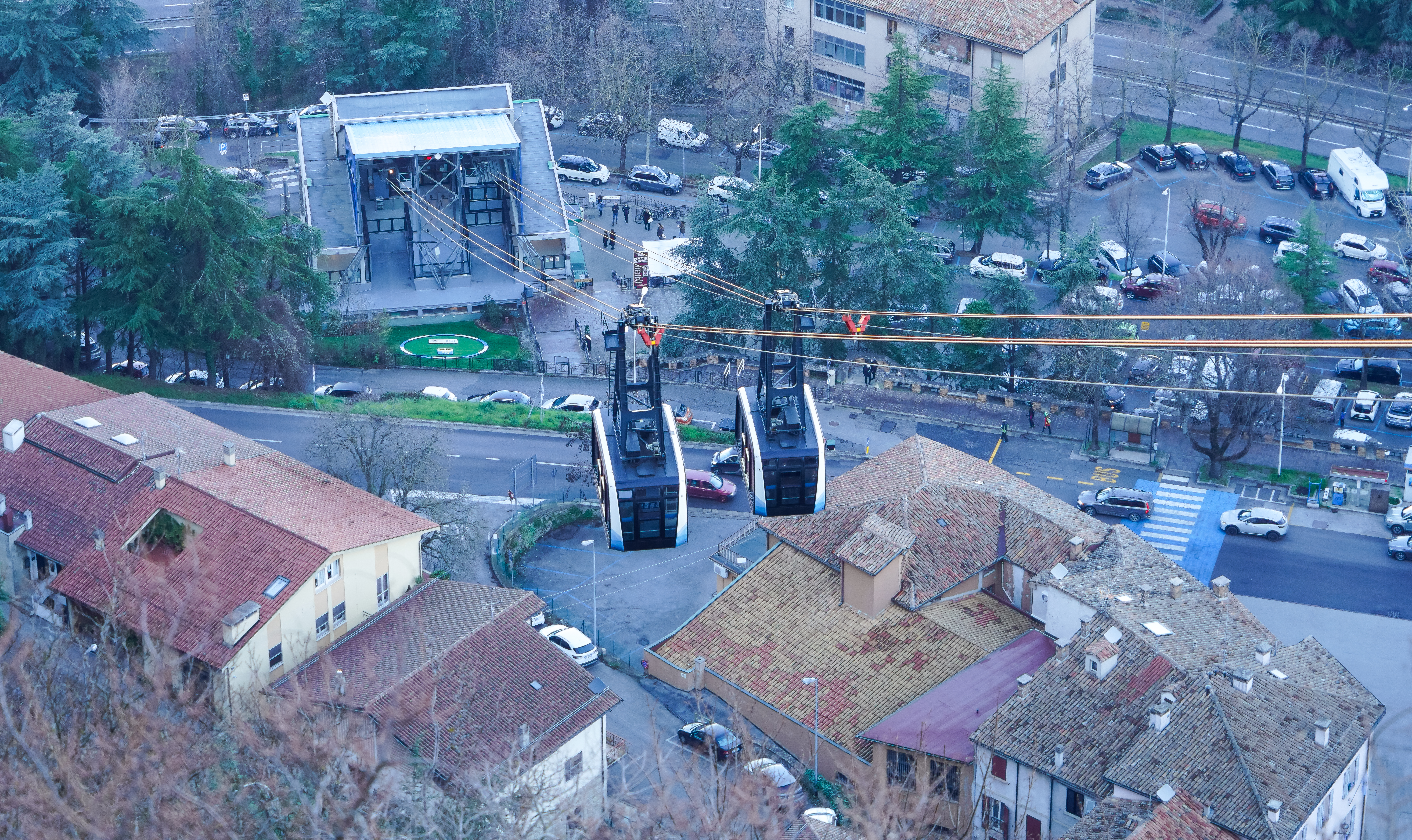
Seilbahn auf den Monte Titano

San Marino verfügte bis 1944 über eine eingleisige, schmalspurige (950 mm) und elektrifizierte Bahnstrecke nach Rimini. Dort bestand Anschluss an das italienische Eisenbahnnetz. Auf dem Gebiet der Republik gab es sechs Bahnhöfe: Dogana, Serravalle, Domagnano, Valdragone, Borgo Maggiore und San Marino. Durch Bombardierungen im Zweiten Weltkrieg wurde die Bahnstrecke abschnittsweise zerstört und anschließend stillgelegt. Ein 800 m langer Abschnitt ist allerdings seit 2012 als Museumsbahn wieder in Betrieb.
Eine 338 m lange Seilbahn, die Funivia di San Marino, verbindet San Marino mit Borgo Maggiore.
Jede Gemeinde (Castello) verfügt über einen Busdienst für den Nahverkehr. Es bestehen auch regelmäßige internationale Busverbindungen zwischen der Hauptstadt San Marino und dem Bahnhof Rimini, die – auf san-marinesischem Gebiet – in San Marino Stadt, Borgo Maggiore, Domagnano, Serravalle und bei Dogana haltmachen. Die Busse verkehren nach einem festen Fahrplan im 75-Minuten-Takt (Stand Sommer 2016). Im Sommer gibt es täglich 12 Fahrtenpaare jeweils zwischen 6:45 und 20:30 ab Rimini und San Marino. Im Winter gibt es werktags jeweils 10 Fahrtenpaare zwischen 8:10 und 19:25 ab Rimini und 8:00 und 19:15 ab San Marino. Eine zusätzliche Frühfahrt startet um 6:45 am ehemaligen Bahnhof in San Marino. Sonn- und feiertags gibt es in beide Fahrtrichtungen je acht Verbindungen – die erste Fahrt startet jeweils um 8:00 Uhr ab San Marino bzw. 8:10 Uhr ab Rimini und die letzte um 18:00 Uhr ab San Marino bzw. 18:10 Uhr ab Rimini. Die Fahrten zwischen Rimini und San Marino dauern zwischen 50 und 60 Minuten. Nachts gibt es in San Marino keinerlei öffentlichen Verkehr.
Das Straßennetz hat eine Länge von 220 km. Eine gebührenfreie Schnellstraße, die Superstrada di San Marino, verbindet die Staatsgrenze bei Dogana mit Borgo Maggiore. Es ist am Fuße des Titano auch eine zweispurige Umgehungsstraße um die Stadt San Marino vorhanden. Durch das Straßennetz von San Marino sind Häfen, Flughäfen und Bahnhöfe der Region Emilia-Romagna leicht erreichbar. Eine Schnellstraße (Strada Statale 72) verbindet San Marino mit dem 24 km entfernten Rimini.
Die Vorschriften für den Straßenverkehr ähneln denen Italiens.
Der Flughafen Rimini liegt zwar auf italienischem Hoheitsgebiet, ist jedoch auch der Verkehrsflughafen der Republik San Marino. Der einzige Sport-Flugplatz Aviosuperficie Torraccia der Republik befindet sich sechs Kilometer nordöstlich der Hauptstadt San Marino in der Gemeinde Domagnano im Ortsteil Torraccia.

#### Tourismus
Jedes Jahr besuchen rund 2 Millionen Touristen die kleine Republik (2018: 1.874.115). Direkt und indirekt kommen 60 Prozent der Devisen durch den Tourismus ins Land; Steuern werden fast nicht erhoben.

#### Bildung
In San Marino gibt es eine zehnjährige Schulpflicht, die sich in fünf Jahre Primarschule, drei Jahre untere Sekundarschule und zwei Jahre obere Sekundarschule unterteilt. Zur Erlangung der Hochschulreife muss die Schule drei weitere Jahre besucht werden. Alternativ existiert die Möglichkeit, eine zweijährige Berufsausbildung zu absolvieren.
San Marino besitzt seit 1985 eine kleine Universität, die Università degli Studi della Repubblica di San Marino. Das dazugehörige Internationale Zentrum für semiotische und kognitive Studien wurde 1988 vom berühmten italienischen Autor Umberto Eco gegründet. Er lehrte an der Universität bis 1995. Bereits vor Gründung der Universität gab es die privat initiierte, von der Regierung unterstützte Accademia Internazionale delle Scienze (Internationale Akademie der Wissenschaften San Marino), die aber ihre Aktivitäten später mehr ins Ausland verlegte.

#### Informations- und Telekommunikationswirtschaft

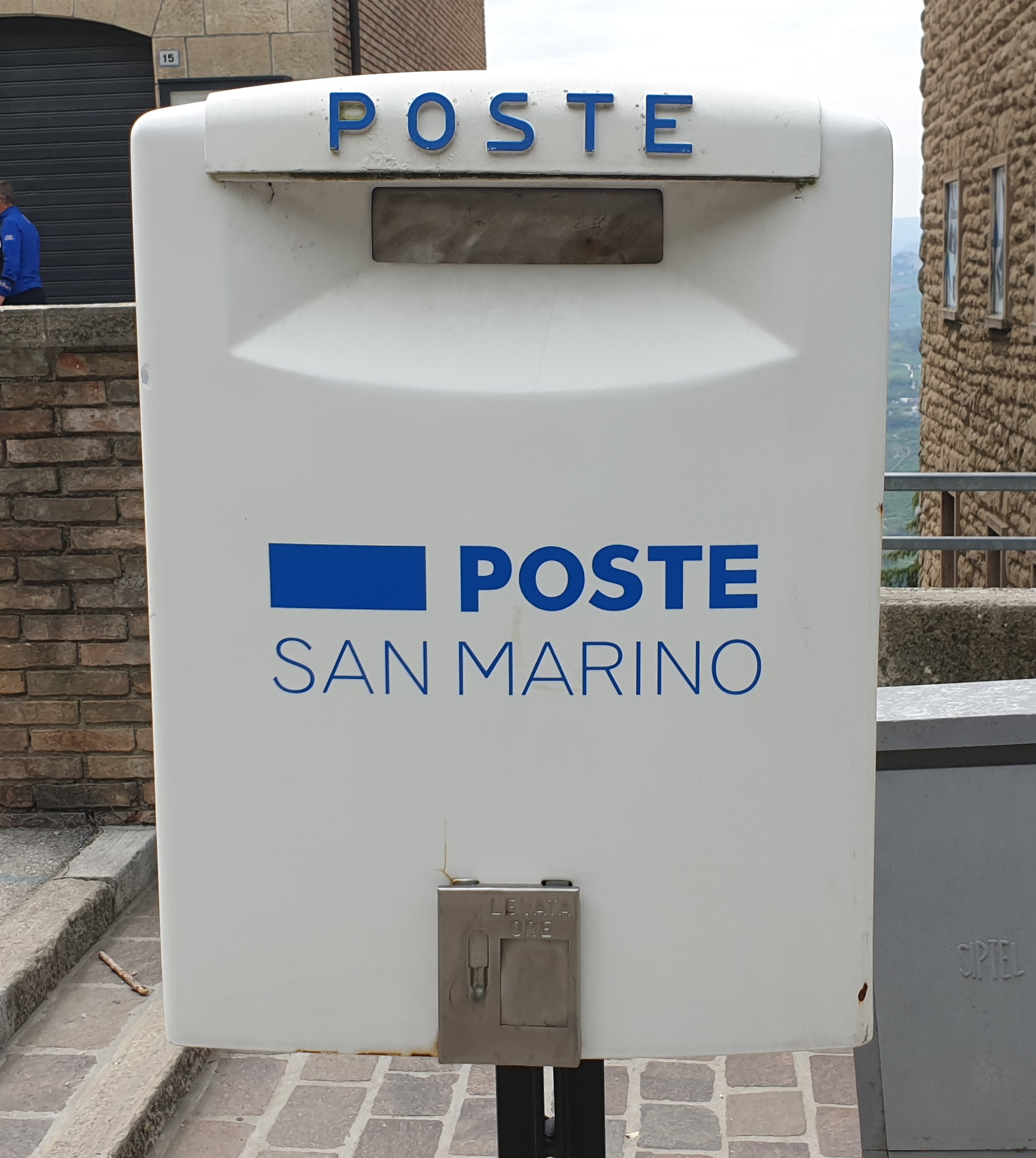
Typischer Briefkasten der Post von San Marino

Mit den Poste San Marino besitzt der Kleinstaat seit 2013 ein völlig unabhängiges Postwesen mit eigener Infrastruktur und eigenen Briefmarken. Lediglich für den Briefwechsel mit dem Ausland wendet die Republik italienische Postleitzahlen an, die der benachbarten italienischen Provinz Rimini angeglichen sind.
Die italienischen Postleitzahlen sind:
- 47890 San Marino
- 47891 Dogana
- 47892 Acquaviva
- 47893 Borgo Maggiore
- 47894 Chiesanuova
- 47895 Domagnano
- 47896 Faetano
- 47897 Fiorentino
- 47898 Montegiardino
- 47899 Serravalle

Das Fernsprechamt von San Marino ist vollautomatisiert und in das italienische Netz integriert, sowohl was die inneren als auch die internationalen Verbindungen anbelangt. Das innere Netz wird durch Telecom Italia gemäß einer Konvention mit San Marino geführt und durch Telecom Italia San Marino S.p.A. garantiert, eine staatsrechtliche Gesellschaft von San Marino, die dem Konzern Telecom Italia angehört. Die Internationale Telefonvorwahl von San Marino lautet +378, die Telefonnummern können jedoch auch über die italienische Vorwahl 0549 sowohl aus Italien als auch aus dem Ausland über das italienische Netz erreicht werden.
Intelcom ist ein Zentrum zur Aufsicht und zur Abgabe von Internetadressen und -domains. Es führt die Top-Level-Domain „.sm“ und ist Mitglied von ISOC und ICANN.

#### Medienwirtschaft
San Marino RTV, die öffentliche Rundfunkanstalt, führt einen Fernseh- und Radiosender. San Marino RTV wurde im August 1991 von Eras (Ente per la Radiodiffusione Sammarinese), dem san-marinesischen Funkmeldewesen, in paritätischer Mitarbeit von RAI-Radiotelevisione Italiana gegründet. Die ersten Rundfunksendungen wurden ab 27. Dezember 1992 ausgestrahlt, und am 25. Oktober 1993 wurde das 24-Stunden-Programm eingeführt. Am 24. April 1993 begannen die ersten Fernsehprobesendungen, ein knappes Jahr später, am 28. Februar 1994, die regelmäßigen Fernsehsendungen. Im Juli 1995 trat der Fernsehsender der Eurovision bei. 2008 nahm das Land zum ersten Mal am Eurovision Song Contest in Belgrad teil. Im Internet steht das San Marino RTV-Programm als Livestream zur Verfügung.
Der Fernsehsender kann auch in Italien im Gebiet zwischen Venedig, Bologna und der Adriaküste empfangen werden.
Es gibt weiterhin noch zwei Privatfunksender auf UKW. 1997 gab es etwa 16.000 Rundfunk- und etwa 9000 Fernsehapparate. Im Gebiet der Republik können auch die italienischen Rundfunksender empfangen werden.
Die zwei wichtigsten san-marinesischen Tageszeitungen sind La Tribuna Sammarinese und San Marino Oggi. Der Corriere di Informazione Sammarinese und der Resto del Carlino werden zwar in Italien verfasst, enthalten aber Informationsseiten über San Marino.

## Kultur

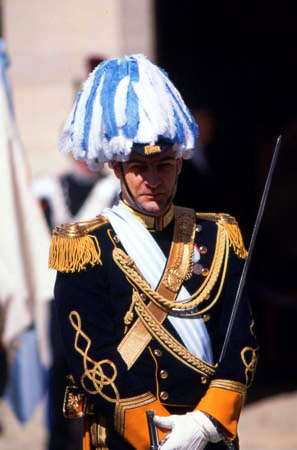
Guardia del Consiglio Grande e Generale

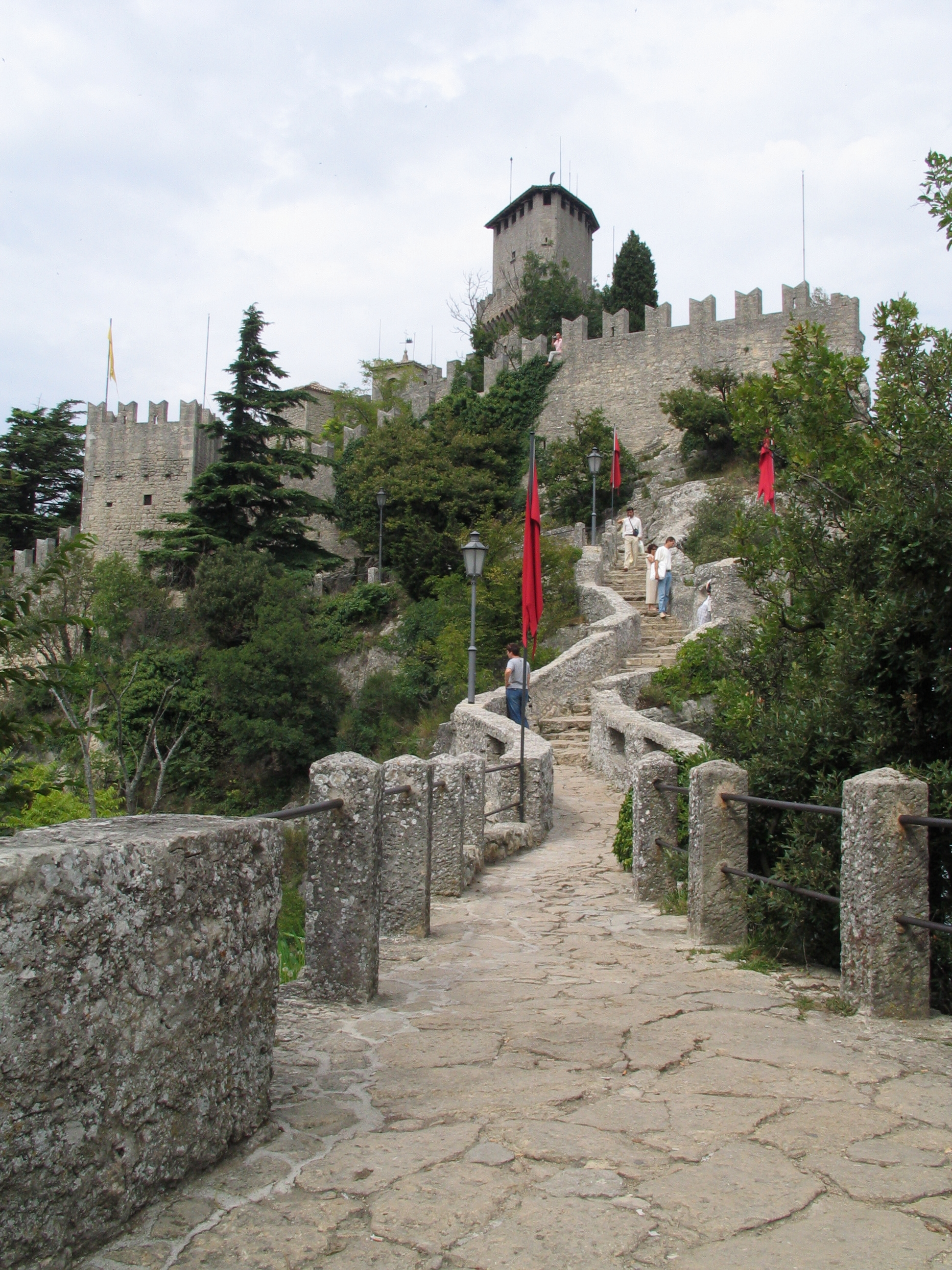
La Rocca o Guaita

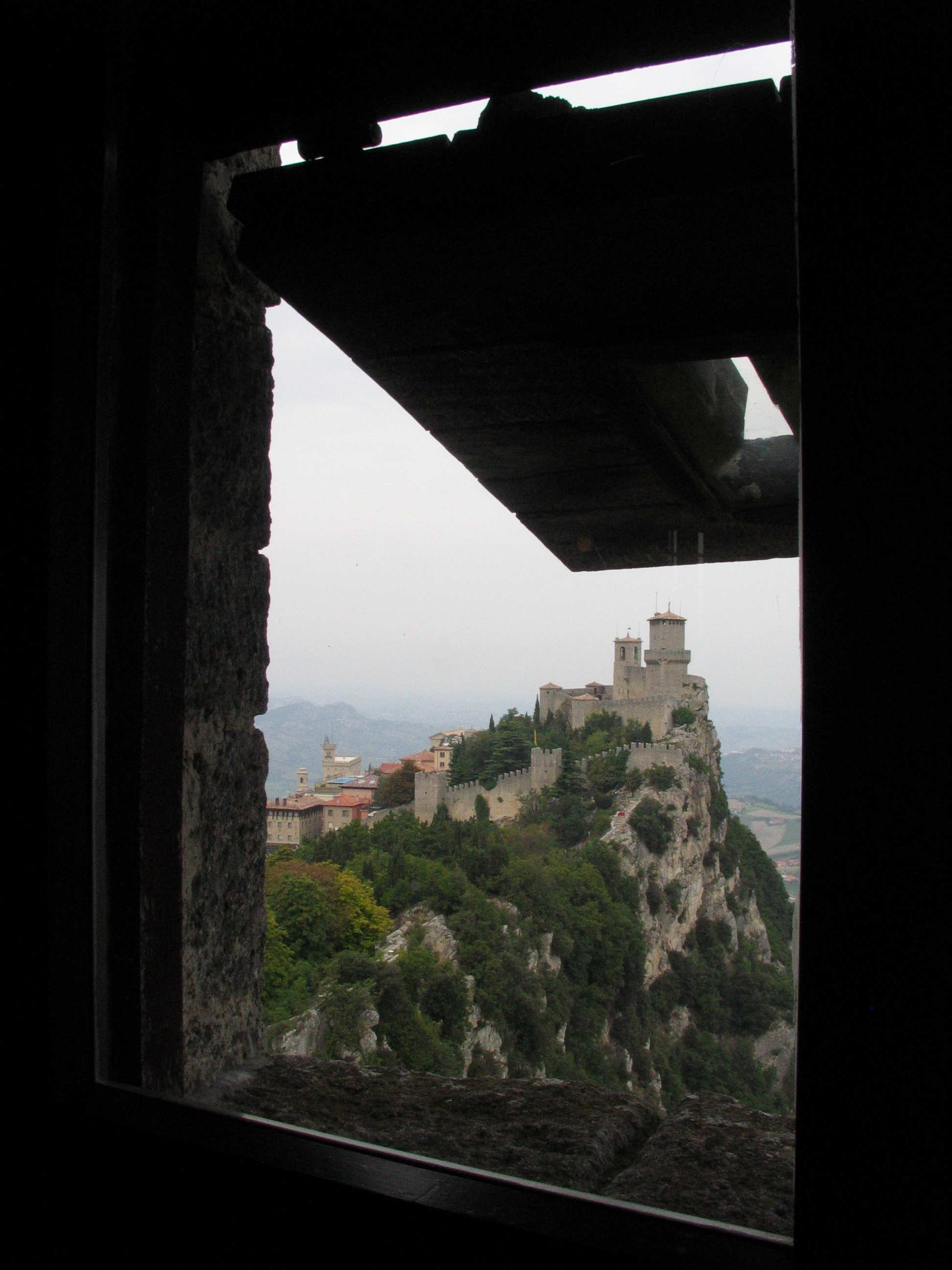
La Rocca o Guaita (1. Turm) vom La Cesta o Fratta (2. Turm)

Die Kultur San Marinos ist durch seine Geschichte und den Freiheitswillen der San-Marinesen geprägt. So finden jedes Jahr Mittelaltertage statt, und die Einführung der Capitani Reggenti ist jedes halbe Jahr eine große Zeremonie. Eine wichtige Rolle dabei spielt die Guardia del Consiglio Grande e Generale (Wache des Großen und Allgemeinen Rates). Gegründet nach der Befreiung von der Herrschaft Kardinal Giulio Alberonis 1740 sind auch heute noch diese freiwillig dienenden San-Marinesen in historischen Uniformen für den Schutz der Staatsoberhäupter und des Parlaments zuständig und gestalten zusammen mit allen wichtigen weltlichen und geistlichen Bürgern San Marinos die Feierlichkeiten zur Einführung der neuen Regierungskapitäne. Dabei erklingt die Nationalhymne, die 1894 von Federico Consolo, einem san-marinesischen Violinisten und Komponisten, geschrieben wurde, keinen Text hat und daher auch einfach nur Inno Nazionale della Repubblica (italienisch für Nationalhymne der Republik) genannt wird.
Zum Nationalfeiertag am 3. September herrscht Volksfeststimmung, und Traditionen stehen im Vordergrund. So veranstaltet das seit 1295 bestehende san-marinesische Armbrustschützen-Korps „I balestrieri“ Vorführungen.

### Musik
Die Blütezeit san-marinesischer Musik war das 17. Jahrhundert, als beispielsweise Francesco Maria Marini da Pesaro seine Concerti Spirituali, eine Sammlung von 27 Konzerten, hier verfasste.

### Museen
Zu den zahlreichen Museen zählt das Staatsmuseum (Museo di Stato) im Palast Pergami Belluzzi mit tausenden Ausstellungsstücken zur Geschichte San Marinos: Fundstücke historischer Ausgrabungen, historische Dokumente, Münzen und Gemälde. Der sogenannte „Zweite Turm“ beherbergt ein Museum für historische Waffen (Museo delle Armi Antiche) mit mehr als 1500 Ausstellungsstücken zur Waffengeschichte vorrangig des 15. bis 17. Jahrhunderts.
Unter den privaten Museen befindet sich eines der größten Ferrari-Museen mit 25 Original-Fahrzeugen, Motoren, Jahrbüchern und Studien. Auch die größte öffentliche Sammlung von Abarth-Fahrzeugen mit über 30 Exemplaren befindet sich dort.
Ferner präsentiert ein Museum moderne Waffen des Ersten und Zweiten Weltkriegs, ein Wachsfigurenkabinett stellt Szenen der Geschichte der Republik nach. Daneben bestehen ein Foltermuseum sowie das Museo dell’Emigrante della Repubblica di San Marino.

### Architektur
Sehenswert sind die Kirche San Francesco und die im Jahre 1836 im neoklassischen Stil erbaute Basilika San Marino mit den Reliquien des Schutzheiligen Marinus, ebenso der Palazzo del Governo, der toskanisch-gotische Regierungspalast an der Piazza della Libertà. Von den Festungen, die im 11. und 13. Jahrhundert auf den drei Gipfeln des Monte Titano angelegt wurden, hat man einen weiten Blick zum Meer und ins italienische Landesinnere.

### Weltkulturerbe
Den Felskamm des zum UNESCO-Welterbe gehörenden Monte Titano krönen die drei Festungen Guaita, Cesta und Montale.

### Sport
Der beliebteste Sport in San Marino ist Fußball. Die international bekannteste Sportveranstaltung des Landes war der in Imola (Italien) stattfindende Große Preis von San Marino in der Formel 1, der jedoch in dieser Form 2006 zum letzten Mal ausgetragen wurde; 2020 und 2021 fand wieder ein Formel-1-Rennen in Imola unter der Bezeichnung Großer Preis der Emilia-Romagna statt. San Marino verfügt zusätzlich über eine Baseballmannschaft.
Bei den 2021 ausgetragenen Olympischen Sommerspielen 2020 in Tokio gewann Alessandra Perilli im Wurfscheibenschießen der Frauen mit Bronze die erste olympische Medaille überhaupt für San Marino seit dem olympischen Debüt des Landes im Jahr 1960. Danach gewann sie im Trap (Mixed) gemeinsam mit Gian Marco Berti außerdem die Silbermedaille.
Special Olympics San Marino wurde 1984 gegründet und nahm mehrmals an Special Olympics Weltspielen teil.

#### Fußball

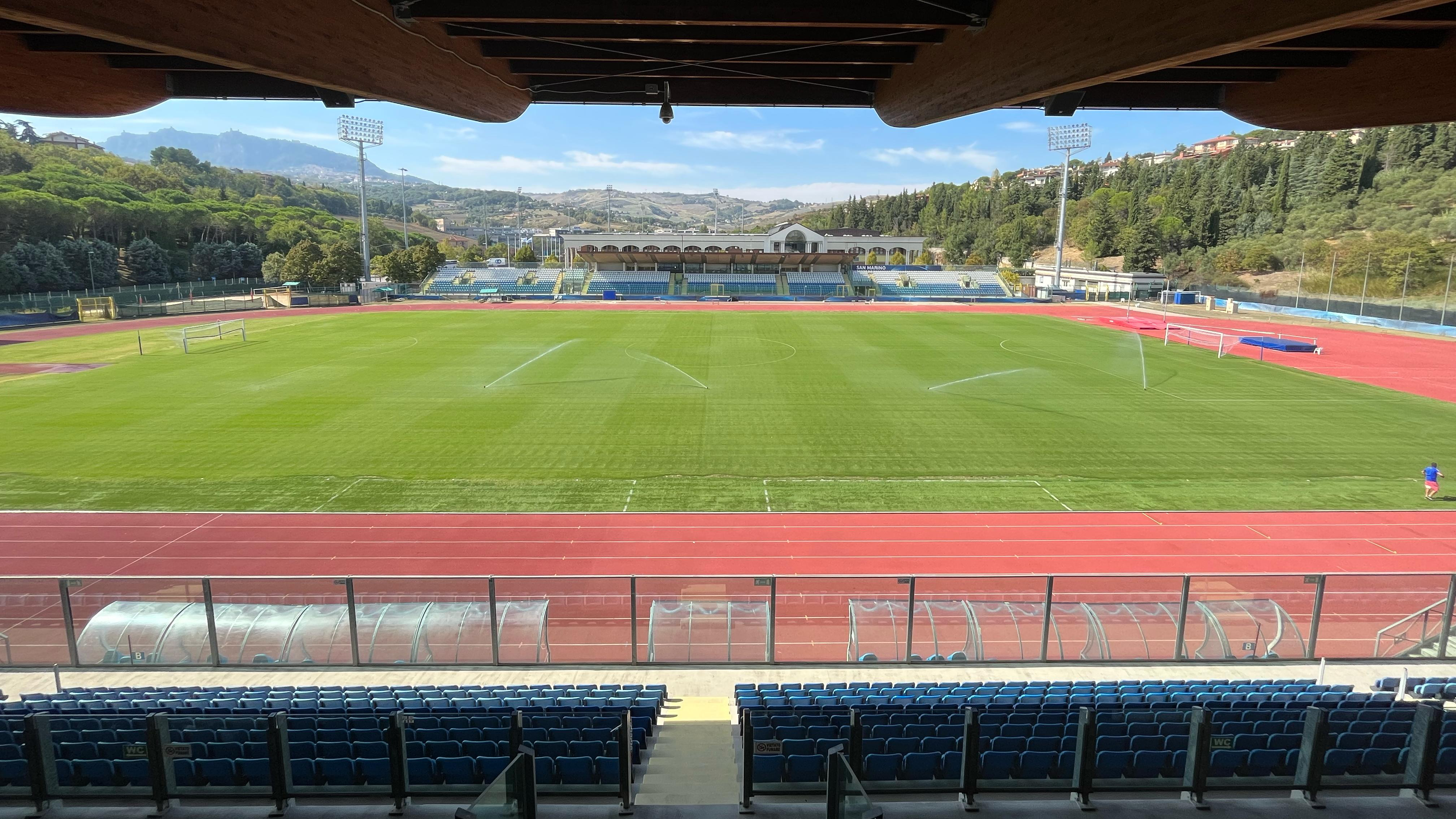
Der Blick auf das Spielfeld von Tribuna nord des Stadio Olimpico di Serravalle

Obwohl San Marino gerade einmal 30.000 Einwohner hat, gibt es eine nationale Meisterschaft, organisiert vom Verband FSGC (Federazione Sammarinese Giuoco Calcio, gegründet 1931) mit 15 Teams. Dabei treten die Teams in der ersten Phase der Meisterschaft in zwei Gruppen mit sieben beziehungsweise acht Teams gegeneinander an. Jeweils die drei besten Teams nehmen dann an einer Endrunde teil. Der san-marinesische Meister nimmt an der 1. Runde der Qualifikation zur UEFA Champions League teil. Bisher konnte sich jedoch noch nie eine san-marinesische Mannschaft in der 1. Runde durchsetzen.
Ein san-marinesisches Nationalteam gibt es seit 1986. Das erste Spiel gegen das kanadische Olympiateam verlor man 0:1. Das erste offizielle Spiel als Nationalmannschaft in der FIFA bestritt die san-marinesische Elf am 14. November 1990 gegen die Schweiz in der Qualifikation für die Europameisterschaft 1992 – San Marino verlor 0:4. Ein Höhepunkt der san-marinesischen Fußballgeschichte war die 1:0-Führung gegen England am 17. November 1993. Nach nur acht Sekunden erzielte Davide Gualtieri das schnellste Tor in der Länderspielgeschichte. Allerdings verlor San Marino auch dieses Spiel (1:7). Die höchste Niederlage kassierte die Mannschaft in einem EM-Qualifikationsspiel im Stadio Olimpico in Serravalle gegen Deutschland am 6. September 2006 mit einem 0:13. Die Mannschaft besteht fast ausschließlich aus Amateuren, derzeit (2021) spielen mehrere Akteure in der italienischen dritten Liga (Serie C).
Das Nationalteam hat bisher nur dreimal überhaupt gewonnen: Am 29. April 2004 konnte unter dem Trainer Giampaolo Mazza die liechtensteinische Nationalmannschaft in einem Freundschaftsspiel 1:0 geschlagen werden, dann wurde nach über 20 Jahren und 140 sieglosen Spielen am 5. September 2024 ein Spiel der Gruppenphase der Nations League 2024/25, ebenfalls gegen die Liechtensteinische Nationalmannschaft, mit einem Ergebnis von 1:0 gewonnen. Am 18. November 2024 gewann San Marino mit 3:1 in Liechtenstein; auch dieses Spiel war eine Begegnung in der Gruppenphase der Nations League. Außerdem verzeichnet die Statistik Remis gegen Liechtenstein, Lettland, Estland und die Türkei. Dagegen stehen 83 Niederlagen. In der FIFA-Weltrangliste steht die Mannschaft San Marinos im Februar 2022 mit 780,33 Punkten auf dem 210. und damit letzten Platz.

#### Motorsport

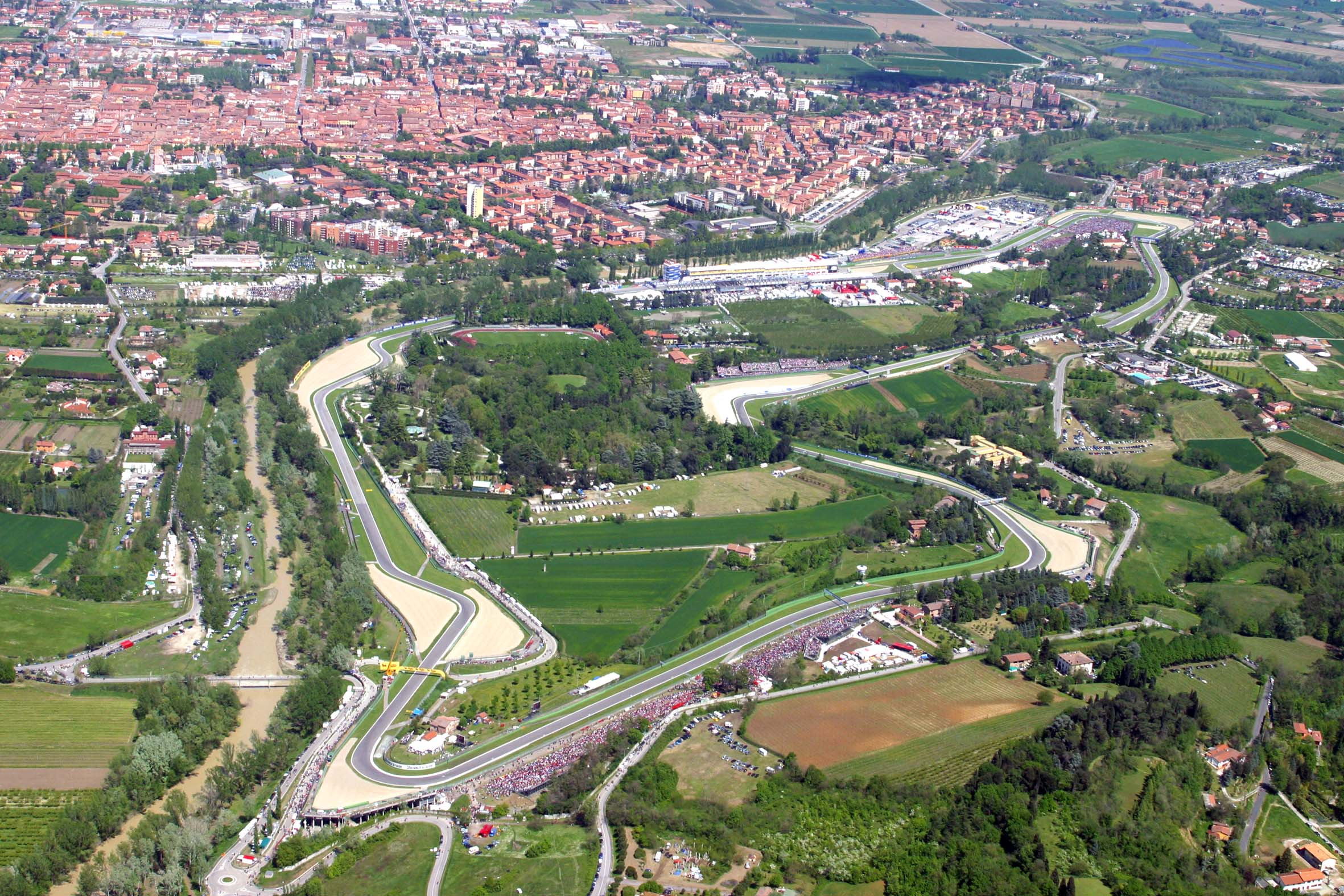
Grand-Prix-Strecke Autodromo Enzo e Dino Ferrari in Imola

Zwischen 1981 und 2006 fand 100 Kilometer nordwestlich von San Marino in Imola der Große Preis von San Marino der Formel 1 statt. 1980 wurde der Große Preis von Italien von Monza nach Imola verlegt. Aufgrund vieler Beschwerden wurde diese Entscheidung aber schon ein Jahr später wieder rückgängig gemacht. Um trotzdem nicht auf Imola und somit das Heimspiel Ferraris verzichten zu müssen, wurde der Große Preis von San Marino ins Leben gerufen, der entsprechend seit 1981 regelmäßig in Imola durchgeführt wurde. Im Rennkalender für das Jahr 2007 wurde das Rennen zusammen mit dem Großen Preis von Europa, dem zweiten Deutschlandrennen, gestrichen. Im Jahr 1994 verunglückten während des GP-Wochenendes die beiden Formel-1-Piloten Roland Ratzenberger (Österreich) und der dreimalige Weltmeister Ayrton Senna (Brasilien) tödlich.
Seit 2007 wird in Misano nahe Rimini wieder der Grand Prix von San Marino für Motorräder im Rahmen der Motorrad-Weltmeisterschaft ausgetragen, und auch die Superbike-Weltmeisterschaft trägt in Misano jährlich ihren San-Marino-Lauf aus. Der San-Marinese Manuel Poggiali mit Wohnsitz in Chiesanuova wurde 2001 und 2003 Motorrad-Weltmeister, und Alex De Angelis wurde 2003 Vizeweltmeister.
Der Baldasserona Motocross Circuit mit internationaler Zulassung durch die Fédération Internationale de Motocyclisme (FIM) ist die einzige offizielle Motorsport-Rennstrecke in San Marino.

#### Radsport
Der AS Juvenes San Marino betrieb zuletzt unter dem Namen des Sponsors Saeco Macchine per Caffè in den Jahren 1989 bis 2004 ein internationales Profiradsportteam, welches bis 1997 mit san-marinesischer und später mit italienischer Lizenz fuhr.

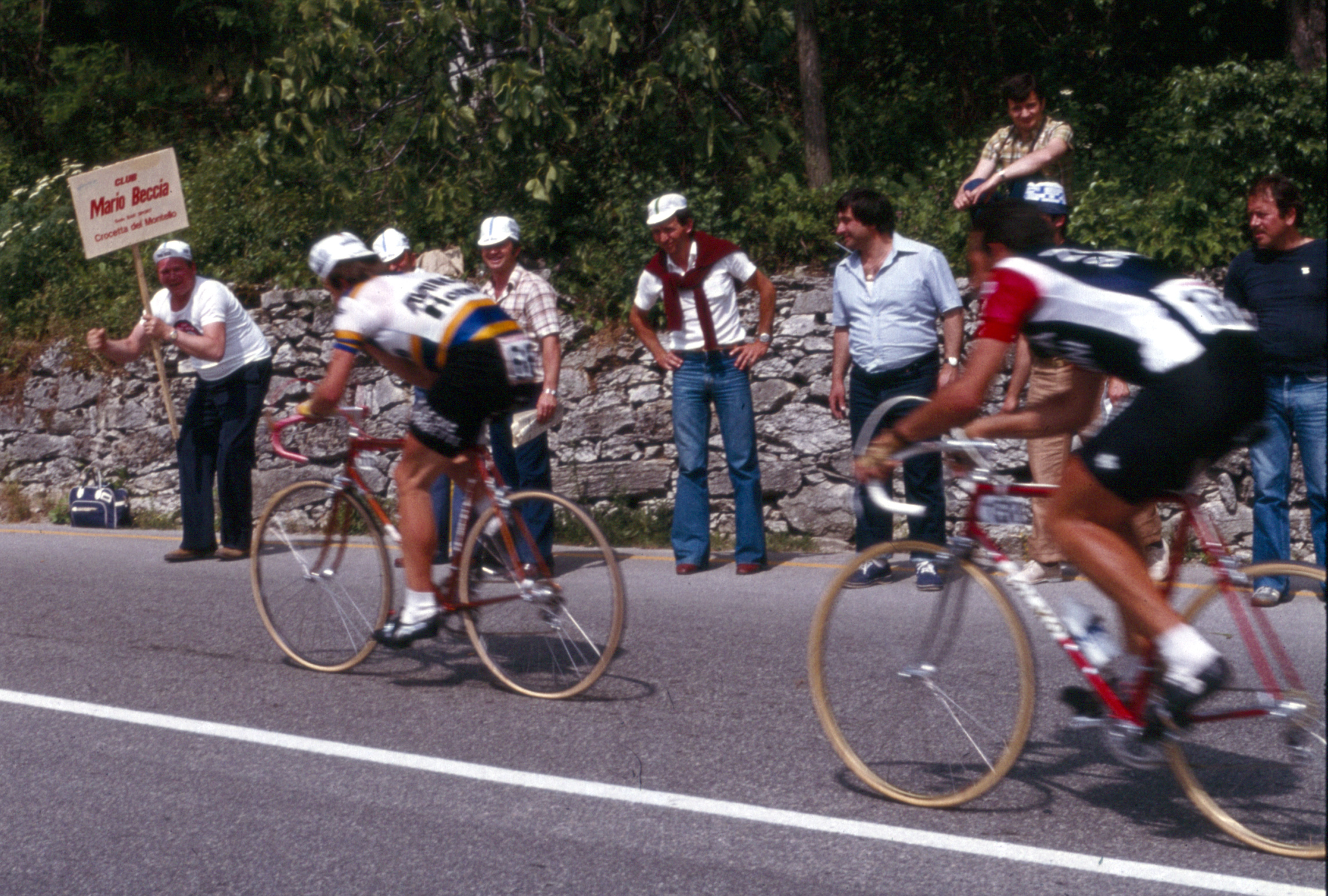
Der Giro d’Italia 1979 in San Marino

Im Jahr 1932 führte der Giro d’Italia auf der 4. Etappe erstmals durch San Marino. Die Strecke führte damals von Ferrara nach Rimini. Seither schien der Zwergstaat auf 30 weiteren Etappen im Programm der Italien-Rundfahrt auf und diente 1951, 1956, 1958, 1964, 1968, 1969, 1979, 1987, 1997, 1998 und zuletzt 2019 als Zielort. Auf den Straßenverbindungen des Monte Titano wurden zudem bereits zahlreiche Bergwertungen ausgefahren. Im Jahr 1965 fand der erste Auslandsstart des Giro d’Italia in San Marino statt.
Im Jahr 2024 wurde San Marino am 29.6. erstmals von der Tour de France durchfahren. Auf der 1. Etappe, die von Florenz nach Rimini führte, wurde der Zwergstaat rund 35 Kilometer vor dem Ziel erreicht. Mit der Côte de San Marino (7,1 Kilometer bei 4,8 % im Schnitt) wurde 26,3 Kilometer vor dem Ziel in San Marino eine Bergwertung der 3. Kategorie ausgefahren. Diese sicherte sich der Niederländer Frank van den Broek, der seinen Teamkollegen Romain Bardet im Anschluss zum Etappensieg führte.

#### Ringen
Bei den Olympischen Sommerspielen in Tokio 2021 konnte Myles Amine im Freistilringen in der Klasse bis 86 kg die Bronzemedaille gewinnen. Es war die insgesamt dritte Medaille für das kleine Land seit Bestehen der Olympischen Spiele. Wenige Tage vorher hatte es bereits je eine bronzene und silberne Medaille für San Marino im Trapschießen gegeben.

#### Schießsport
Die erste Medaille für San Marino in der Geschichte der Olympischen Spiele gewann Alessandra Perilli im Wurfscheibenschießen bei den Spielen in Tokio 2021. Zwei Tage später erzielte Perilli mit ihrem Partner Gian Marco Berti beim Trap-Mixedwettbewerb eine weitere Medaille, diesmal die silberne.

#### Alpinsport
Der Club Alpino San Marino (CASM) ist die einzige Vereinigung von Bergsteigern und Bergbegeisterten in San Marino.